# ウルトラマンジード
『ウルトラマンジード』 (ULTRAMAN GEED) は、2017年7月8日から12月23日までテレビ東京系列で、毎週土曜 9:00 - 9:30 (JST) に全25話が放送された、円谷プロダクション制作の特撮テレビドラマのタイトル、および作中で主人公が変身する巨大変身ヒーローの名称。
キャッチコピーは「運命―覚悟を決めろ。」、「ジーッとしてても、ドーにもならねぇ！」。

## 概要
2016年7月から12月まで同時間帯にて放送された前作『ウルトラマンオーブ』と同様、単独タイトル作品として制作された作品である。企画当初の仮題は『ウルトラマンゴオ』。後述する変身時の掛け声は仮題時に執筆した乙一の脚本がそのまま残されたものである。
本作品ではウルトラの星出身の悪の戦士・ウルトラマンベリアルの遺伝子を受け継ぐ「息子」である次世代ウルトラ戦士ジードを主役格のヒーローとし、彼の戦いを見守るウルトラセブンの実子・ウルトラマンゼロも絡んで物語が描かれ、ベリアルの初登場作品『大怪獣バトル ウルトラ銀河伝説 THE MOVIE』以降紡がれたベリアルの物語の最終章的な位置づけとなっている。
メイン監督は、『大怪獣バトル ウルトラ銀河伝説 THE MOVIE』で監督を務めた坂本浩一が担当する。また、ヤング向け小説を中心に執筆活動を行ってきた作家・乙一が、本作品ではじめてテレビ特撮作品のシリーズ構成を担当する。音楽は、『ウルトラマンネクサス』や『ウルトラマンゼロ THE MOVIE 超決戦!ベリアル銀河帝国』で劇中音楽を務めた川井憲次が担当する。
テレビシリーズの終盤、そして後述の劇場版では沖縄県による支援を受けており、中城城などでのロケが実施されたほか、エンディングにもクレジットされている。

## ストーリー
サイドスペースはウルトラマンベリアルが起動した超時空消滅爆弾によって、ウルトラ戦士たちの奮闘もむなしく一度は崩壊した。しかし、ウルトラマンキングによって修復されて復興を果たした地球では、ベリアルとウルトラ戦士たちの戦いがクライシス・インパクトという都市伝説として広まっていた。
テレビ番組の影響からヒーローに憧れている朝倉リクは、スカルゴモラが現れた際に天文台の地下に眠る基地を発見し、そこで自分がベリアルの遺伝子を受け継いでいることや、ウルトラマンジードにフュージョンライズ（変身）できることを知る。以後、リクは自らの運命に悩みながらも相棒のペガッサ星人ペガや、怪獣を追う鳥羽ライハ、秘密組織AIBに所属する幼なじみの愛崎モア、ウルトラマンゼロと一体化した伊賀栗レイトと協力しながら、ベリアルとその配下である伏井出ケイの陰謀に立ち向かう。

## 登場人物

### 星雲荘
朝倉 リク（）
本作品の主人公で、年齢19歳。名前は漢字で陸。特撮番組『爆裂戦記ドンシャイン』の影響で、正義のヒーローに憧れを抱いている青年。「ジーッとしてても、ドーにもならねぇ！」が口癖で、略称である「ジード」をウルトラマンとしての自分の名やライザーの呼称に採用している。
物語開始時点は銀河マーケットで住み込みのアルバイトをしていたが、スカルゴモラ出現を機に地下基地「星雲荘」でレムからジードライザーとウルトラカプセルを託され、本来の姿であるウルトラマンジードにフュージョンライズする力を得る。また変身前の状態でも地球人離れした身体能力を発揮したり、宇宙人であるペガの声を聞くことが可能。レムのDNA鑑定では99.9パーセントの確率でベリアルと親子関係にあることを知らされる。その後、星雲荘をライハやペガとともに生活の拠点に移した。周囲の否定的な反応や出自の真相に悩みながらも、仲間に支えられながら戦いに臨む。
19年前の赤ん坊の時に天文台に捨てられていたところを保護され、一時的に当時の町長である朝倉錘の家に引き取られて戸籍登録をされた。名前は朝倉夫妻が名付けたもので、「この大地にしっかり足をつけて立ち、どんな困難な状態にあっても再び立ち上がる」という願いが込められている。その後、愛崎家で暮らすことになり、6年前にペガと出会い、良き相棒となる。
その正体は、ケイがウルトラカプセルを効率よく収集する目的でベリアルの遺伝子をもとに作り上げた、ウルトラマンに変身できる人工生命体である。そのため、ケイからは「模造品」呼ばわりされる一方で、ベリアル本人からは「息子」と呼ばれる。
ベリアルと初めて対面した際にキメラベロスの体内に一時的に吸収され、闇の力に飲み込まれる。しかし、ウルトラマンキングの力を借りて自分の精神世界に突入したライハの説得により、我を取り戻してベリアルと決別すると、ロイヤルメガマスターへの変身能力を獲得する。最終決戦では死闘のなかで父親が悪に堕ちるに至った怒りと悲しみを理解し、そのうえで光線の打ち合いを制し、ベリアルを倒す。
- 名前の由来はSF作家のアーサー・C・クラークをもじったもの。シリーズ構成を担当する乙一は、ベリアルの息子という設定から父親を乗り越える物語を想定し、リクを未熟な青年と設定した。ベリアルの息子という設定は、依頼を受ける前から乙一が提案していたものであり、ウルトラマンをファクターにSF小説『幼年期の終り』で描かれた「人類の進化」と「管理された生命」というテーマを捉え直し、群像劇を加えることで文芸性を強化したものとなった。

『劇場版 ウルトラマンジード つなぐぜ！願い!!』
自分しか地球を守る者がいないという重責に苛まれた状態で沖縄に襲来したギルバリスの脅威に立ち向かう。ギガファイナライザーの石化を解けず、さらに焦りが原因でギャラクトロンMK2と相打つ結果にことが重なり自暴自棄となる。しかし仲間からの叱咤激励やアイルの消滅を受けて再起し、ウルティメイトファイナルへの変身能力を獲得。ゼロ、オーブ、ジャグラーと協力してギルバリスを撃破する。
『劇場版 ウルトラマンR/B セレクト！絆のクリスタル』
ウルトラマントレギアによってペガと共に別次元の地球へたどり着き、図らずも湊カツミ・イサミと邂逅する。ペガを怪獣から救出する戦いのなかでお互いがウルトラマンであることを知ると一時的に湊一家の厄介となり、ともにトレギアとスネークダークネスに立ち向かう。
『ウルトラギャラクシーファイト ニュージェネレーションヒーローズ』
AIBの捜査協力依頼でウルトラマンエックスと共にウルトラダークキラーを拘束しようとするが、自身の光より誕生したジードダークネスに敗北。さらに現れたダークルギエルに襲撃されるがウルトラマンギンガに救出される。その後は囚われたゼロとグリージョを助けるため、他のニュージェネレーションヒーローズとダークキラーに立ち向かう。
『ウルトラマンZ』
デビルスプリンターによる混乱に対処する最中、惑星アインでの復活したギルバリスとの戦闘でジードライザーが大破したため、新たにウルトラマンヒカリが作ったウルトラゼットライザーとウルトラメダルを用いてギャラクシーライジングに変身する。
ギルバリスを追ってウルトラマンゼットがいる次元の地球へと降り立ち、ゼットと共闘する。ギルバリス撃滅後はカブラギシンヤ（セレブロ）の策略でバリスレイダーに拉致された後、体内のベリアル因子を抽出されてベリアルメダルの製造を許すも、旧知の仲であったジャグラーに救出された後はカブラギが変身したベルアル融合獣をゼットやゼロとともに退ける。その後はナツカワハルキとゼットに地球を任せて地球を去る。グリーザ出現時は事態の深刻さから再びゼットと共闘。グリーザ撃破後はジードライザーが修復されたことを受けて自身のメダルをハルキに託し、再び地球を去る。

鳥羽 ライハ
本作品のヒロイン。19歳。名前の漢字表記は來葉。刀剣を用いる武術や剣術、拳法に長け、クライシス・インパクトやリトルスターについても知っている。6年前に光瀬山麓でスカルゴモラに襲われた際、帝都農業大学の教授で植物学者だった父の弾次（）や母の涼美（）と死別しているために自立心が強く、スカルゴモラにフュージョンライズしていたケイを両親を殺した仇敵として狙っている。リクがジードであることを知ってからは情報提供と引き換えに、星雲荘で共同生活を送る。
筒井総合病院での出生時、難産で死にかけていたところを、両親の祈りに応じたウルトラマンキングに助けられた過去を持つ。これが原因でキングの声が聞こえる特殊な体質になると同時に、最初に観測されたリトルスター保持者となる。スカルゴモラに襲われた際にリトルスターを失ったと思われていたが、後に両親を失ったショックで力が観測不能なほど抑えられていたことが判明し、徐々にキングと交信できるようになる。ジードがキメラベロスに取り込まれた際には、キングの協力を得てリクの精神世界に突入し、ベリアルの闇に飲み込まれつつあるリクを対話によりキメラベロスから分離させることに成功する。ジードに祈りを届けると共にリトルスターは離脱し、キングカプセルを起動させた。最終決戦ではケイと決着をつけるために彼と闘い、その最期を看取る。
- リクが普通に暮らしてきた少年であることから戦闘部分を担う相棒として創作された。「日本刀で戦う女性」という設定は、監督の坂本浩一の提案による。また坂本はラフな服装で伝統武術を使うギャップが萌えポイントだとしている。シリーズ構成の乙一は、ライハのキャラクター性は坂本とシリーズ構成協力の三浦有為子の好みが色濃く出ていると述べている。
- 名前の由来はSF作家のロバート・A・ハインラインをもじったもの。両親の名もハインラインの小説『夏への扉』の登場人物に由来する。

ペガッサ星人ペガ

朝倉リクと同居するペガッサ星人の子供。性別は男。首周りの発光体がハート型の形状になっている。本作品以前の個体に比べ、小さな地震でも怖がるほど大変気弱であり、変身能力を有していないために普段はダーク・ゾーンから出てこない。また、ダーク・ゾーンに潜んでいても、気配に敏感な者や無垢な子供には悟られてしまう様子が散見される。
大人になる前にさまざまな経験を積ませようと考えた両親によって一人旅に出されるが、小型カプセルの故障から地球に漂着して途方に暮れていたところ、中学生時代のリクに救われる。それ以降、自分の声を聞き取れるリクの親友として彼と同じく愛崎家に身を寄せていたが、6年後の現在まで愛崎モアなど同家の人々には存在を知られていなかった。
機械いじりが得意であり、壊れた時計の修理なども行なえる。平時は造花作りの内職をしている。
リクの正体がウルトラマンベリアルの「息子」であることを知った後も友情は変わらず、彼を受け入れて叱咤激励した。
上記の設定やペガのセリフから本作品の舞台であるサイドスペースにおけるペガッサ星は健在であることが示唆されているが、作中では詳しく言及されていない。

レム
地下基地・星雲荘中央司令室に設置された報告管理システム。コアは黄色い球体状になっている。名前は「REport Management」の略称だと思われていたが、『ドンシャイン』に登場するヒロインであるウェダ星のプリンセスに由来することがリクによって明かされた。また、ストルム語で「呪縛」という意味もある。ベリアルの遺伝子を持つリクを秘密基地のマスター（所有者）として認定して迎え、彼を裏切ることはないという。リトルスターに関することなど一部の情報にはプロテクトがかかっており、閲覧が不可能となっていたが、ケイに星雲荘を乗っ取られた際に解除された。
リクたちとの交流の中で、記憶喪失のフリをしてふざけて野球をしたリクとペガを反省させたり、人間の身体に憧れを抱いたりするなど、次第に人間味が生じていく。やがて、星雲荘を乗っ取ったケイに自分のデータを消去されそうになった際には、密かに製造しておいた地球人女性型のボディーにプログラムを移して緊急避難し、難を逃れる。ケイにプログラムを書き換えられてメカゴモラの頭脳とされ、ジードの消去を命じられるが、ケイに忠実なもう1人の自分と対峙した末にそれを打ち消してメカゴモラから脱出し、肉体を失いながらも星雲荘を奪還する。
- 名前はSF作家のスタニスワフ・レムをもじったもの。
- レム役を担当する三森すずこは当初、声優としての出演だけが決まっていたが、その後に人間態としての出演も決定して第19話で実現し、信じられず恐縮する一方で好機に感じたという。第19話監督の伊藤良一によれば、レムの人間態が登場することは当初から決まっており、三森も顔出し可能な声優としてキャスティングされていた。
- 造形は、フレーム部分が鉄製で、内部の明るさを調整可能となっている。初期には壁に埋め込む案も存在した。
- 第19話の初期案ではレムの出自についての回想が入る予定で、伏井出ケイのパートナーがAIのモデルになったという設定であった。

### AIB
愛崎 モア（）
AIB地球分署のエージェント。名前の漢字表記は萌亜。25歳。負傷して行き倒れていたゼラン星人を介抱していたところをゼナに目撃され、結成して間もないAIBにスカウトされた。それ以降、表向きはニコニコ生命保険のセールス担当を装いながら、宇宙人の犯罪者を取り締まっている。
おっちょこちょいな性格で、任務中にドジをすることも多いが、持ち前の明るさはゼナをはじめとする多くのAIB職員に影響を与えている。また、リクとは幼少期を一緒に暮らした姉弟のような関係で、彼の性格や口癖に大きな影響を与えている。そのため、今でもリクに想いを寄せ、リクが他の女性といると嫉妬。
ザンドリアスが飛来した際にはリクがジードであることを知り、戸惑いながらも受け入れる。それと同時にAIBのエージェントであることをリクに悟られ、後にレイト＝ゼロやペガ、ライハにも知られることとなる。
- モアのキャラクターは、ライハとの差別化でドジっ子と設定された。乙一は、自身の息子が『オーブ』視聴時に渋川が登場すると食いつきが良かったことから、賑やかなキャラクターを登場させることで視聴者の子供を飽きさせないことを期待したとしている。坂本は、演じる長谷川眞優の性格を「天真爛漫なモアそのもの」と評している。
- 名前の由来はSF作家のアイザック・アシモフをもじったもの。

シャドー星人ゼナ

秘密組織AIBの上級エージェントで、後輩の愛崎モアとともに異星人の犯罪を取り締まっている。本来の顔は『セブン』の登場個体と同様であるが、地球上ではインカム型の装置を耳に装着し、地球人の姿に擬態している。AIBの存在が公になると地球の文明に影響が出ることへの懸念から瀬名 日出樹（）と名乗り、表向きにはニコニコ生命保険の営業部に勤務していることになっている。
表情筋がなく、口で喋らないのは擬態中も同じであり、常に渋い表情のまま相手の脳に直接テレパシーを送り込むことで会話する。また、身体能力は『セブン』の登場個体とは違って優れており、第14話で教え子のクルトに監禁された際には彼の暴走を阻止すべく、拘束を自力で解いて見張り2人を気絶させ、クルトと激しい格闘戦を繰り広げている。
自分たちの存在する宇宙（サイドスペース）がクライシス・インパクトを経てウルトラマンキングによって修復されたものであることを把握しており、第15話で結成からまもないAIBへの就職を決心する前のモアにもそれを記録映像と共に説明している。当時は任務に勤しむ一方でシャドー星の復興を目指していたが、新人なりにひた向きなモアの姿に心を動かされていくうちに復興よりも任務を重視し、彼女のことを必要な存在として認めるようになったことが、クルトの件を経たゼロやレイトとの会話から明かされている。

### 伊賀栗家
- 家族のいないリクが、間近でレイトを見ることで「父親というのはこういう存在である」という認識をし、ベリアルと対峙した際に心の支えとなるようにしたことと、ウルトラマンであるゼロが家族を得て情を抱くことで何を守るために戦うのかという一般市民代表の役割とされた[14]。

伊賀栗 レイト（）
ウルトラマンゼロと一体化した男性。年齢30歳。名前の漢字表記は令人。株式会社・谷丸商事の営業部に勤務し、女性向けの石鹸などを取り扱うサラリーマンで、名刺を初対面の相手に対して差し出すなど、典型的な会社人間。伊賀栗家の婿養子で、妻のルミナや娘のマユと星山市の団地住まい。眼鏡をかけている。普段は優柔不断で気弱な性格であるが、有事の際には子供を助けようとする勇気を見せる。基本的にはゼロとテレパシーで脳内で意思を通わせているが、ゼロが体を動かす際は眼鏡を外し、超人的な身体能力を発揮する。ウルトラゼロアイNEOを着眼してボタンを押すことで、ゼロに変身できる。
ジードとダークロプスゼロの戦いによるビルの崩落から本田トオルを守ろうと咄嗟に飛び出すが、運悪く落ちていたバナナの皮で足を滑らせ、通りかかったトラックに轢かれて瀕死の重傷を負う。しかし、その姿を気に入ったゼロに一体化されることで完治し、それ以降は戸惑いつつもゼロに従いリクたちと関わっていく。
ケイが召喚したギャラクトロンによってゼロが消滅した際には恐怖から戦いを拒否するが、家族を守るために戦う決意を新たにし、ウルトラマンヒカリから与えられたライザーとカプセルによってゼロビヨンドへの変身能力を得る。アトロシアスとの最終決戦では重傷を負うも生還し、最後は別の宇宙へ旅立つゼロを家族とともに見送る。
- 明るい作風というリクエストから、コメディ要素が膨らむ設定としてサラリーマンとなり、乙一はサラリーマンに憑依するという案は没になるだろうと考えていたが、スタッフはサブで登場するウルトラマンのため乗り気で問題なく受け入れられたという。坂本はレイトについて「昭和っぽいキャラクター」と評している。
- 名前の由来はSF作家のグレッグ・イーガンをもじったもの。
- レイト役の小澤雄太は当初、不良学生など若い役が多かったところに父役としての出演が決まったため、サラリーマンを見に新橋に行ったり、新聞などでサラリーマンの現状や今の企業を勉強するなど喜んで役作りに勤しんだ。その反響は大きく、ファン層も広がったという。ゼロ憑依時のアクションは、ゼロのスーツアクターの岩田栄慶が直接指導している。坂本は小澤の立ち回りを高く評価している。
- なお、オーディションではケイ役を受けており、坂本の質問に「普通の人を演りたい」と答えたことがきっかけで、レイト役に決まったという。
- 監督の坂本はゼロの性格は、漫画『あしたのジョー』の主人公・矢吹丈をモデルにしているが、小澤は『北斗の拳』の主人公・ケンシロウをイメージしているという。レイトとしての演技は一家に逆らえない婿養子のため、『サザエさん』のマスオさんをイメージしている。ゼロの人格は、過去に小澤が演じた犯罪者やヤンキー高校生の役を活かしており、彼らが元々持っていた正義感とピュアな心などの弱い人たちを守ってあげたい気持ちを演技に寄せている。普段のレイトは可能な限り外見から伝わる情報を詰め込んで弱く見せ、ゼロの際はそれをせず毅然とした姿を見せることで強く見せている。当初はやんちゃな部分を残していたが、ゼロが徐々に大人になってもらうと考え、第8話までは一見弱くて情けないレイトだが、人間同士の深い愛があり、守るべき家族がいるというものをゼロに理解してもらうことで、アクションや普段の立ち振る舞いまで、以前と同じようだがどこかに優しさが見えるウルトラマンに成長するようにしている。

伊賀栗 ルミナ（）
レイトの妻で28歳。夫婦間で「レイトくん」「ルミナさん」と呼び合うほか、毎日レイトのために弁当を作るなど夫婦仲は良好である。また、ケイの著書を買い揃えるだけでなく、イベントにも参加するほどのファンでもある。
レイトがゼロであることに感づいており、アトロシアスとの決戦時は、戦いに臨むレイトをマユとともに送り出す。
- 名前はイーガンの小説『ルミナス』をもじったもの。

伊賀栗 マユ（）
レイトとルミナの一人娘。5歳の保育園児。リトルスターによってテレポーテーション能力が発現したことで星雲荘に保護され、ライハやペガと親しくなる。スカルゴモラへの変身を解除したケイに立ち向かったライハを止めるようジードに願い、リトルスターが離脱したことで能力は失われ、ゼロカプセルが起動する。以降は普通の生活を送るが、ギエロン星獣の襲来時は融解したその破片を偶然拾うも、冷凍庫で凍らせていたことが攻略の糸口となる。
- 名前はイーガンの小説『繭』をもじったもの。

### その他
久米 ハルヲ（）
リクがアルバイトをしている駄菓子屋「銀河マーケット」の店長。漢字表記は晴雄。40歳。
第1話で、スカルゴモラに店を破壊されるが、後に移動販売で店を再開する。ケイのファン。第19話ではレム（人間態）に一目惚れしている。
- 名前の由来はSF作家のハル・クレメントをもじったもの。

大隅 丈治（）
ケイを担当している雑誌編集者。33歳。ケイの超高速通信先を探り当てるため、AIBに協力してケイを調査していたが、そのことに気づいた彼によって殺害される。遺体はまもなく発見され、ケイの全国指名手配に繋がった。
- 名前はSF作家のジョージ・O・スミスをもじったもの。

石刈 アリエ（）
新進気鋭のフリーランスの女性ノンフィクションライター。漢字表記は亜璃依。28歳。自らの著書の題材とするため、ケイの失踪と大隅殺害事件の真相を追っている。
モアやレイト（ゼロ）、リクに追われていたケイに偶然出会い、彼を匿う代わりに大隅殺害事件の真相を聞き出そうとする。その後、ケイやジードの正体を目撃し、より詳細な情報を得るためにケイを支援するうちに、ケイの思想に侵される。ケイに協力してエンペラ星人カプセル、ダークルギエルカプセルの奪取を成し遂げるが、ケイにカプセルを譲渡した直後に用済みと判断され、殺害される。
だが、沖縄においてジードに敗れたケイの前に再び現れ、ケイと接触した時点からベリアルに憑依されていたことや、これまでのケイへの協力もベリアルに深層意識から操られて動いていたことが発覚する。その身体はジードに敗れて満身創痍のケイからストルム器官を奪うため、ベリアルによって使用される。
- 名前の由来はSF作家のメアリー・シェリーをもじったもの。当初はミュウという名前であった。
- アリエの登場は坂本の提案によるもので、シリーズ構成の乙一（安達寛高）はアリエのエピソードを執筆していない。監督の武居正能によれば、ベリアルが復活する過程として仮面で顔を隠したもう一人のリクを登場させる案も存在したが、物語に絡めにくいとの判断からアリエに変更されたと述べている。また、乙一によれば18話以降にお遊び編が予定されていたが、アリエの登場により緊迫感を保ったままになったという。乙一は、リクに対して昭和のヒーローであるドンシャインが寄り添っているのに対し、アリエはケイに寄り添う昭和のイデオロギーを持った女と位置づけている。

原 エリ（）
第1、2話に登場。ハルヲの姪。
スカルゴモラから避難している最中、リトルスターによってパイロキネシス能力が発現し、気味が悪いと一家全員が避難所を追い出される。その後、ダダやスカルゴモラ（ケイ）に身柄を狙われるものの、ジードとスカルゴモラの再戦時にジードの勝利を願ったことでリトルスターが離脱し、レオカプセルが起動する。

本田 トオル（）
第3話に登場。正義のヒーローが好きで、ドンシャインやジードに好意を抱いている。
リトルスターによって光の鎧を生み出す能力が発現するが、ジードとダークロプスゼロの再戦時にジードを応援し、その勝利を信じ、願ったことでリトルスターが離脱し、セブンカプセルが起動する。その後もたまにリクと顔を合わせ、ドンシャインの話題で友好を深めている。

朝倉 錘（）
第12話に登場。大病を患い、余命数ヵ月の状況下にある。光葉市天之崎町の町長を務めていた時期に保護されたリクの戸籍を作り、妻と共に名付け親となるが、妻が事故死したために養育を断念し、彼を愛崎家に託した。
リトルスターによって発現した、銀河の果てまで見通す千里眼により、リクが人造のウルトラ戦士であることや出生の秘密を知って自分の存在意義を見失っていることを知り、彼を手紙で呼び出して名前の由来と保護した経緯を伝える。その後、暴走したペダニウムゼットンに襲撃されるが、リクの生存を願ったことでリトルスターが離脱し、ウルトラの父カプセルが起動する。それ以降、リクとゲームをプレイするなどの交流を重ねている。
- 当初、メイン監督の坂本浩一はウルトラの父カプセルを起動させるのは父親という存在であるレイトに関連させてマユかルミナと想定していたが、マユがゼロカプセルを起動させることになったため、ウルトラの父カプセルを宿す父親的存在として錘が創作された。名前は初期に主人公名として検討されていたもので、「錘」はアーサー・C・クラークの「C」をもじったものである。
- ゲーム好きという設定は、短い時間でリクと心を通わせる要素として取り入れられた。ゲームを行う場面の撮影では、スタッフから選抜された2名がゲームの操作を行う予定であったが、演じる寺田農の呑み込みが早かったため、寺田とリク役の濱田が実際にプレイしている。

佐倉 藤子（）、満賀 富士夫（）、松本 鉄朗（）
第16話、第17話に登場。AIBの保護施設に保護されていたリトルスター保持者たち。藤子は光弾を飛ばす力、富士夫は光刃を飛ばす力、鉄朗は対象物を爆発させる力を駆使する。
ジードがキメラベロスに勝利した後、ジードに感謝を伝えると同時にリトルスターが離脱し、ジャックカプセル、エースカプセル、タロウカプセルが起動する。

## 本作品のウルトラマン

### ウルトラマンジード
朝倉リクがジードライザーとウルトラカプセルを使用してフュージョンライズするウルトラマン。名称はリクの口癖であると同時に、「GENE」（遺伝子）と「DESTINY」（運命）を組み合わせ、DEを入れ替えることで「運命をひっくり返す」というリクの決意が内包されている。
変身の口上は「融合 (You go) アイゴー (I go)！ ヒアウィーゴー (Here we go)！」に続けて「（各形態のコール）！ ジード！」という流れが定型となっている。フュージョンライズ時には初期形態の顔が浮かび上がるが、ロイヤルメガマスターの場合はリクが一瞬だけこの姿に変化する。
ベリアルを彷彿とさせる青いつり目に、ウルトラマンなどの旧世代ウルトラ戦士のような口と指先、銀色を基調とする身体の色彩が特徴。正義の戦士であるが、その容姿から当初は一般人からベリアルと同一視され、過去にベリアルと戦ったゼロにも初めて目撃された際にはベリアルと誤認された。地球上での変身時間は歴代ウルトラマン同様に約3分間で、再変身には冷却期間として約20時間のブランクが発生する。変身中は常時、星雲荘にいる者たちとの会話が可能。
- 監督の坂本によればベリアルの遺伝子をもつのだからジード本来の姿はウルトラマンベリアル（アーリースタイル）のような姿なのだろうということで、変身時に一瞬その姿が映し出される[53]。変身シーンはアメリカ映画のガンアクションを意識している[54]。
- 「世間の人々が顔つきを見てヒーローなのかどうか戸惑う」という描写はデザイン完成より前に脚本に書かれていたものである[14]。
- 当初はベリアルと同様に暖色系の黄色っぽい目であったが、それではにせウルトラマンに見えてしまうことから、正義っぽい雰囲気を出すために青系の目となった[55][56]。

#### 形態
基本的に2本のウルトラカプセルをセットしたナックルをジードライザーのスキャナーでリードして変身する。フュージョンライズ後、変身を維持したまま別形態への移行も可能。変身後の姿や能力は目とカラータイマーを除き、カプセルに応じたウルトラ戦士の特徴を踏襲している。
- 『オーブ』との差別化を図るため、オーブとは異なるアプローチで融合するウルトラマンの特徴を活かすことよりも、芯となるウルトラマンを設けず、より概念的な形で各ウルトラマンの要素を取り入れ、全体の印象と各形態のキャラクター性を重視し[57]、坂本の提案で見た目だけでなく戦い方やポージングもまったく異なるウルトラマンになることが志向されている[出典 3]。

初期変身時（アーリースタイル状態）
フュージョンライズ時に垣間見られる、ジードライザーから放出された光のエネルギーの影響によって一瞬登場するジードの姿。カラータイマーを除けばウルトラマンベリアル（アーリースタイル）とほぼ同一。常時、光に包まれて明確に見えない状態となっている。

プリミティブ
第1話より登場。ウルトラマンカプセルとベリアルカプセルを用いて変身する。メインカラーは銀・赤・黒。全体のバランスが最も優れた基本形態で野性的で荒々しい戦い方を見せる。
変身時のコールは「決めるぜ！ 覚悟！」。
- デザインを担当した後藤正行は、ベリアルの要素が強すぎるとヒーローとして成立しないのではないかと懸念したが、企画意図を汲み取って思い切ったことを語っている。目の形状はベリアルを意識しつつ、目尻は割れているなど、まったく異なる形になっている。また、口元は牙があるように見える形状である。カラーリングはウルトラマンを意識しつつ、黒をボディラインに入れて、精神的にまだ成熟していない、すこし荒々しい不安定さや禍々しさを表現している。
- 坂本はベリアルの息子という設定を強調するため、野性味あふれるアクションを演出している。
- スーツは第1話のプール撮影のために防水加工が施されており、これを応用して第16話での泥まみれの格闘や最終話での雨のシーンなどが取り入れられた。

ソリッドバーニング
第3話より登場。セブンカプセルとレオカプセルを用いて変身する。メインカラーは赤・銀・黒。パワーと防御力に優れた怪力形態で、格闘技や頭部の宇宙ブーメラン・ジードスラッガーを用いた攻撃を得意とする。体内では超高熱エネルギーが生成されており、全身のエキゾーストポートから余剰エネルギーを放出している。
変身時のコールは「燃やすぜ！ 勇気!!」。
- セブンとレオという組み合わせは坂本の要望によるもので、デザインも坂本の要望によりロボット系パワードスーツをコンセプトとしている。また、坂本はイメージソースとして漫画『ザ・ウルトラマン』のメロスも挙げている。デザインを担当した後藤は、頭部のレオ要素に苦労したといい、最終的には粘土原型で左右の突起のバランスを調整していった。セブンとレオの胸に付いているプロテクターをメカっぽいイメージに転化したものとなっており、レオの格闘という要素を入れ込んだアクションでオーブとは差別化しているが、デザイン的にはセブンとレオの頭部のイメージも取り込んでいる。坂本のアイデアで手足にジードスラッガーを付け、後藤の案で噴射口を身体各所に付けている。
- 坂本は好きな形態であることを公言しており、本作品の監督に就任した後には、『レオ』でレオのスーツアクターを務めた二家本辰己との対談に際し、彼に負けないようなシチュエーションを頑張るという話をしたという。

アクロスマッシャー
第5話より登場。ヒカリカプセルとコスモスカプセルを用いて変身する。メインカラーは銀と青。スピードが最も速い超高速形態で、豊富な光線技やジードクローを駆使したトリッキーな戦い方で相手を翻弄する。また、アクロバティックな動きでの回避や敵の攻撃を受け流すなどの防御手段にも優れている。
変身時のコールは「見せるぜ！ 衝撃!!」。
- デザインは坂本の要素により、アクロバティックな動きができるシンプルなものとなった。体色の青は、ヒカリとコスモスをイメージして2種類用いている。プリミティブの頭部のトサカを短くして、ヒカリ要素を耳部分に加えている。当初はトサカ部分の両側を銀色と想定していたが、ウルトラマンギンガに似てしまうため、青で統一された。
- 第5話監督の市野龍一によれば、ヒカリのスタイリッシュさと、コスモスの太極拳と癒やしの技を特徴としているとのこと。

マグニフィセント
第12話より登場。ゼロカプセルとウルトラの父カプセルを用いて変身する強化形態。メインカラーは青・赤・銀。超能力と攻撃力が大幅に強化されている。
変身時のコールは「守るぜ！ 希望!!」。
- デザインは甲冑をイメージしているが、ソリッドバーニングとの差別化で装飾的なラインを入れるなど、ファンタジー要素を強く押し出したデザインでまとめられている。デザインを担当した後藤は、マッチョにしようと上半身の鎧部分にボリュームを持たせていたが、やりすぎではないかとの意見が出たため、最終的なデザインでは小さめに修正している。頭部の両サイドにウルトラホーンに見立てたゼロスラッガーを付けてウルトラの父とゼロらしさを表している。
- 坂本は古代ローマのグラディエーターのようなパワー系闘士とイメージしており、重々しい動きを特徴としている。登場時には、土砂を飛ばさずに軟着陸させることで他のフュージョンライズ形態と差別化を図っている。

ロイヤルメガマスター
第17話より登場。ベリアルカプセルとキングカプセルを用いて変身する。メインカラーは紫・金・銀。相反する光と闇の力を併せ持ち、リクの正義の心によって正邪両方の強大な力が繋がれたジードの強化戦闘形態。絶対的な超能力を発動し、一撃であらゆる敵を粉砕する。
変身時のコールは「変えるぜ！ 運命!!」。
- レオのように異端の存在であったジードが正式なウルトラヒーローとして認められていく物語であったため、坂本の中でウルトラヒーローの中で絶対的存在であったキングの力を借りるものとなった。
- ジードに元々ベリアルの要素は入っているため、キングの要素を強めにした王様のような威厳が感じられる方向性でデザインされた。デザインではベリアルを意識した体のラインをキングの体色に使用されている紫とした。当初のデザイン案では全身に黄金の鎧を纏っていたが、動きづらくなることから、キングの要素を前面に出す形に改められた。マントは坂本の要望により取り入れられた。トサカも坂本の要望によるものだが、後藤は格好良く落とし込むことに苦労したことを述べている。王冠のようにも見える頭部の装飾はないバージョンも描かれたが、これがないとキングに見えないことから、どうにか落とし込んでいる。髭はリクの年齢にそぐわないため、もみあげ程度に留められた。
- 第17話を監督した坂本はウルトラマンキングのイメージとキングソードが杖に変形するという設定から、魔法使いのイメージで演出した。

ウルティメイトファイナル
映画に登場。エボリューションカプセルの力によってアルティメットエボリューションするジードの最終進化形態。メインカラーは赤・灰・蛍光イエロー。他のフュージョンライズ形態とは違い、ウルトラマンとしてのリク個人の純粋な力が引き出されている。サイバー空間で吸収したウイルスがギガファイナライザーによって増幅されたため、ジードが持つ全戦力・能力のリミッターが解除されており、リク自身の持つウルトラマンの力であるリクの精神力が続く限り活動限界時間は存在せず、戦い続けることが可能。
変身時のコールは「つなぐぜ！ 願い!!」。
- デザインはジード本来の姿ということでベリアル（アーリースタイル）をベースとし、坂本の提案でテレビシリーズではやっていなかったウルトラマンエースの要素も取り入れられ、円を取り入れた体のラインや頭のラインにその意匠が反映されている。リク自身のみの力で変身した形態のため、できるだけベリアルの要素を排除したいと思い、目もそのままだが、これまでのフュージョンライズ形態との差別化を図るために全体的な雰囲気を大きく変えている。スーツの赤い部分は従来のウルトラマンとは異なるウエット素材のため、異なる赤となっている。クライマックスはサイバー惑星クシアで戦うことから、敵に合わせてサイバー的な要素を入れるため、直線と円で構成されたラインになり、他の形態との差別化から、頭部の形をダイナのようにトサカが前に迫り出した形状に変えている。
- 腕や肩の丸いディテールは造型チームの提案で、オーロラのように光る素材が使用された。

ギャラクシーライジング
『ウルトラマンZ』第6話「帰ってきた男！」より登場。ギルバリスの戦いでジードライザーが大破したことで使用不能になり、新たにヒカリから託されたウルトラゼットライザーにウルトラアクセスカード（リクVer.）とウルトラマンギンガ・ウルトラマンエックス・ウルトラマンオーブのウルトラメダルを装填してライブユナイトアップした新形態。プリミティブをベースにしつつも、身体のメインカラーは濃い紫・赤・黄色に変化している。
プリミティブよりも攻撃力が上昇しており、ウルトラゼットライザーも用いながらのスピーディで拳法のような戦いを得意とする。
変身時のコールは「ライブ！ユナイト！アップ！ウルトラマンギンガ、ウルトラマンエックス、ウルトラマンオーブ。集うぜ！ キラ星!!」。
- デザインは後藤正行が担当。当初はスケジュールと予算の関係から新規造形が難しくなり、『ウルトラファイトオーブ』に登場したオーブ ライトニングアタッカーのボディにジードのマスクを付けるという案もあったが、その後調整して、マスク以外の部分を新規デザインで変えるものとなり、ゼットのように要素となるヒーローの意匠はこだわらずにデザインしている。ゼットライザーで変身することから、ジードライザーで変身するフュージョンライズとはニュアンスを変えたものとなっている。頭部と襟、肩アーマーとアーマーの金色の突起がSWATやSATなど特殊部隊が着ているような肩を絞った制服のシルエットをイメージして頭部、襟、アーマーの金色の突起、肩アーマー、の4つが滑らかな下降ラインの撫で肩になるようにデザインしている。膨らんだ大腿部や外に広がらず腰が低く重心を見せるライン取りも特殊部隊の腿にホルスターやマガジン、ポケットが付いた制服をイメージしている。アクションに制約が出ないよう、最初の着合わせの段階では襟はもっと小さめに造形されていたが、尖った頭から肩にかけての滑らかなラインを見せるため、大型化することとなり、大きく内法の空間を取ることで、首の動きとの干渉をクリアし、流れるようなシルエットとなった。通常は上に肩アーマーが出っ張っているが、それとは逆に下の方に向かっている、滑らかに頭部から肩にかけて落ちていくような、なで肩に見えるようなシルエットのラインとなっており、腰も同様に少し下に下がったものとなっている。金色のアーマーの突起と首周りの襟のような部分は爆発物処理班の着ているようなベストをイメージしている。腕と膝の金色の突起の部分はベリアルアトロシアスにも同様のパーツがあり、ジードはベリアル系のキャラクターであるため、パワーアップするとアトロシアスのように強化するという後藤の妄想から付けられたもので、登場回を監督した坂本はこれを活かしたアクションをしている。普段使っている色は極力避け、使ったことのない色を多く配置している。ウェットスーツは通常は地の色を使用するが、襟まわり以外はほぼ全身塗っている。赤や青の部分はメタリック塗装のため、ライティングによっては光って見えるようになっている。元々悪役に見えるようなジードのため、検討稿では赤と黒が強調された、ベリアルのイメージを残すものもあった。黒ベースのダークな味付けの肩アーマーが張っているカラーリング案もあったが、ヒーローっぽくないことから不採用となった。
- スーツは全身、ベスト、グローブ、ガントレット、ブーツの8ピース構成。標準的なプロポーションでも、大ぶりかつ外付けでパーツを作り、肩の位置を下げ、高目に膝や腰などの突起部分やトゲを配置し、突き出た部分とそうではない部分との差を強調することで、撫で肩でも寸詰まりに見えない、外連味のあるジードらしいダークなかっこよさを醸し出した、シルエットにメリハリのあるスタイリングとなっている。マスクはプリミティブの原型から新たに起こしたもので、ジードの形態では頭部に変化がないのは初である。ベスト側に襟が付いており、部位によって全身の半球状パーツも微妙に大きさが異なる。胸から襟にかけての部分は、ベスト状の別パーツとなっており、7段の背骨になっているが、ベスト側に上の四つ、チャックのバレ隠しを兼ねて本体側に下の三つを付け、もう一段ベストの下に造形することで、ダミー的なモールドを作ってディテール感を付け、継ぎ目の部分を隠して屈んだ時に不自然さが出ないよう、シルエットの崩れを防止している。腰から内腿にかけての赤いパーツは可動部を横切るため、素材を工夫し、動きの邪魔にならないよう調整している。

『ウルトラマン フュージョンファイト!』のみに登場する形態
- ゲーム用のデザインであるため、立体化は想定されず、細かいディテールを入れた冒険的なデザインが多い。

シャイニングミスティック
ウルトラマンとシャイニングウルトラマンゼロの力を借りて変身する。メインカラーは金・銀・赤。変身時の掛け声は「目指すぜ！ 天辺（）!!」。必殺技は、相手の動きを時間を止めて封じ、そこに光線を撃ち込むスペシウムスタードライブ。そのほかの主な技はスラッガーカッティング、シャイニングスラッシュ。
トライスラッガー
ウルトラマンベリアルとウルトラマンオーブ エメリウムスラッガーの力を借りて変身する。メインカラーは青・赤・銀。変身時の掛け声は「飛ばすぜ！ 光刃（）!!」。必殺技は空中に飛ばした3本のアイスラッガーに反射させた光線を四方八方から放つリフレクトスラッガー。そのほかの主な技はファントムスラッガーダンシング、ストライクマキシマム。
ムゲンクロッサー
ウルトラマンティガ マルチタイプとルナミラクルゼロの力を借りて変身する。メインカラーは水色・紫・金。変身時の掛け声は「挑むぜ！ 神秘!!」。3体に分身する戦法や武器「ゼロツインソード・ネオ」を用いた攻撃を得意とする。必殺技は3体に分身して相手を斬り裂くマジカルトライデントスラッシュ。そのほかの主な技はツインソード斬、スパークスラッシャー。
ブレイブチャレンジャー
ウルトラマンメビウスとウルトラマンオーブ スペシウムゼペリオンの力を借りて変身する。メインカラーは赤・紫・黒・金・銀。変身時の掛け声は「掴むぜ！ 絆!!」。必殺技は左腕のブレスレットに宿した巨大な光のギロチンメビュームギガ光輪。そのほかの主な技はスペリオンシュート、アタックスラッシャー。
ファイヤーリーダー
ウルトラマンメビウスとゾフィーの力を借りて変身する。メインカラーは赤・青・黒・銀。変身時の掛け声は「示すぜ！ 未来!!」。必殺技はそれぞれの腕から火炎と冷気を放つ攻撃バーニングフロスト。そのほかの主な技はメビュームM78光線、メビュームショック。
リーオーバーフィスト
ウルトラマンレオとアストラの力を借りて変身する。メインカラーは赤・黒・銀。変身時の掛け声は「たぎるぜ！ 闘魂!!」。必殺技は足にエネルギーを集めて放つ連続キックバーニングオーバーキック。そのほかの主な技はブラザーズインパクト、ウルトラダブルフラッシャー。
マイティトレッカー
ウルトラマンダイナ フラッシュタイプとウルトラマンコスモス ルナモードの力を借りて変身する。メインカラーは青・赤・金。変身時の掛け声は「進むぜ！ 彼方!!」。必殺技は収束したエネルギーで超圧縮した対象を異空間に飛ばす波動光線フレイムコンプレッションウェーブ。そのほかの主な技はムーンライトソルジェント、ルナビームスライサー。
フォトンナイト
ウルトラマンガイアV2とウルトラマンヒカリの力を借りて変身する。メインカラーは青・赤・銀。変身時の掛け声は「咲かすぜ！ 騎士道!!」。必殺技はガイアとヒカリ、それぞれの必殺技を合わせた光線技ナイトストリーム。そのほかの主な技はフォトンホイップエッジ、フォトンビームブレード。
ダンディットトゥルース
ウルトラの父とウルトラマンベリアルの力を借りて変身する。メインカラーは黒・赤・銀。変身時の掛け声は「揮うぜ！ 豪力!!」。必殺技は武器から放つ破壊光線ブレイザーバニシング。そのほかの主な技はブレイザーショット、ブレイブショット。
ノアクティブサクシード
ウルティメイトゼロとウルトラマンネクサス ジュネッスの力を借りて変身する。メインカラーは水色・赤・銀。変身時の掛け声は「超えるぜ！ 極限!!」。必殺技は「ウルティメイトゼロソード」から放った破壊エネルギーで相手に衝撃を与えたのちに斬撃を加えるソードレイ・オーバードライヴ。
テトライトクロス
ジャック、コスモス、ネクサスのウルトラメダルを使用して変身する。メインカラーは赤・青・黒。「守る力」を色濃く受け継いだ姿で、障壁を生成し操る能力を活かした攻防一体のカウンタースタイルを得意としている。必殺技は円柱に変えたエネルギーの障壁で敵を押し潰すギガフィールドプレッシャー。

スペック
| 名称                     | 身長 | 体重     | 最大飛行速度 | 最大走力 （陸上） | 最大ジャンプ力 （陸上） | 水中潜航速度 地中進行速度 | 腕力 （パワー） | 握力      | 出典      |
| ------------------------ | ---- | -------- | ------------ | ----------------- | ----------------------- | ------------------------- | --------------- | --------- | --------- |
| プリミティブ             | 51 m | 4万1千 t | マッハ5.5    | マッハ2           | 750 m                   | マッハ1.5                 | 10万 t          | 6万 t     | [出典 18] |
| ソリッドバーニング       | 51 m | 4万5千 t | マッハ5      | マッハ1.8         | 800 m                   | マッハ1                   | 15万 t          | 8万8千 t  | [出典 19] |
| アクロスマッシャー       | 51 m | 3万5千 t | マッハ9      | マッハ5           | 1,100 m                 | マッハ2.5                 | 12万 t          | 7万5千 t  | [出典 20] |
| マグニフィセント         | 51 m | 4万7千 t | マッハ7.7    | マッハ4.8         | 1,000 m                 | マッハ2.9                 | 15万2千 t       | 9万 t     | [出典 21] |
| ロイヤルメガマスター     | 51 m | 4万8千 t | マッハ8.5    | マッハ6           | 1,600 m                 | マッハ4                   | 16万 t          | 10万5千 t | [出典 22] |
| ウルティメイトファイナル | 51 m | 4万2千 t | マッハ9      | マッハ7           | 1,800 m                 | マッハ4.7                 | 16万2千 t       | 10万3千 t | [出典 23] |
| ギャラクシーライジング   | 51 m | 4万6千 t | マッハ9      | マッハ6           | 1,200 m                 | - マッハ5 - マッハ4       | 16万 t          | 10万 t    | [出典 24] |
| シャイニングミスティック | 51 m | 3万8千 t |              |                   |                         |                           |                 |           | [102]     |
| トライスラッガー         | 51 m | 5万2千 t | [105]        |                   |                         |                           |                 |           |           |
| ムゲンクロッサー         | 51 m | 4万3千 t | [106]        |                   |                         |                           |                 |           |           |
| ブレイブチャレンジャー   | 51 m | 5万 t    | [108]        |                   |                         |                           |                 |           |           |
| ファイヤーリーダー       | 51 m | 4万7千 t | [109]        |                   |                         |                           |                 |           |           |
| リーオーバーフィスト     | 51 m | 5万 t    | [110]        |                   |                         |                           |                 |           |           |
| マイティトレッカー       | 51 m | 4万4千 t | [111]        |                   |                         |                           |                 |           |           |
| フォトンナイト           | 51 m | 4万4千 t | [112]        |                   |                         |                           |                 |           |           |
| ダンディットトゥルース   | 51 m | 5万8千 t | [113]        |                   |                         |                           |                 |           |           |
| ノアクティブサクシード   | 51 m | 4万5千 t | [114]        |                   |                         |                           |                 |           |           |
| テトライトクロス         | 51 m | 4万3千 t | [116][117]   |                   |                         |                           |                 |           |           |

#### 武器
ジードクロー
第6話から登場。リクの成長によって使用可能になったジードの近接戦闘用武器。全形態で使用可能。持ち手のトリガーを引き、中央のスイッチを押し込むことで、トリガーを引いた回数に応じた必殺技を発動する。
キングソード
ロイヤルメガマスターの専用武器である超絶撃王剣。ジードライザーでベリアルカプセルとキングカプセルをリードすると「我、王の名の下に！」という音声と共に出現し、上部にキングカプセルを装填してクリスタルに手をかざすことでロイヤルメガマスターにフュージョンライズする。杖モードと剣モードの2形態による運用が可能で、手をかざした回数に応じた必殺技を発動する。また、別のカプセルを装填すると、それぞれ異なる技を発動する。
ギガファイナライザー
劇場版に登場。「赤き鋼」とも呼ばれる、ギガバトルナイザーと対になるウルティメイトファイナルの専用武器である必勝撃聖棍。エボリューションカプセルを装填してジードライザーでリードすることで変身する。剣や棍としても使用が可能で、破壊光線を発射する。純粋な正義の力を行使する者のみが使用でき、リクの悪に対する正義の怒りの想いなどの精神力を物理的破壊エネルギーに変え、正しい精神エネルギーを増幅させ、リク本来の能力を最大限に引き出す。
幻界魔剣ベリアロク
『Z』にて自身のベリアル因子によって誕生したウルトラマンゼット デルタライズクローの専用武器。『Z』では未使用ではあったが、『ウルトラギャラクシーファイト 運命の衝突』ではベリアロクに気に入られたことでキングソードと共に使用した。

#### 技
共通
ジードパンチ
力を拳に集中させ、敵にカウンターパンチやフックパンチを打ち込む。
ジードキック
空中高く跳躍して、落下重力によって強化されたキックを放つ。
ジードチョップ
敵のボディーに鋭い手刀を打ち込む。
ジードタックル
怪獣に対して突進し、頑強な肩でタックルを決め、後方へ吹っ飛ばす。
プリミティブ
レッキングバースト
全身を発光させながら赤黒い稲妻状の光子エネルギーを両手に集中させた後、腕を十字に組んで放つ70万度の必殺光線。
ジードバリア
敵の各種攻撃を防ぐ際に使用。両手から放射した光のエネルギーで、体の前面に円状のバリアを展開する。
設定上は他の形態でも使用可能。
レッキングリッパー
胸の前で両腕を交差させ、前腕の鰭状の部位から放つ切断光線。
ギャラクシーライジング時にも使用。
レッキングロアー
口から超音波を放射して敵を攻撃する絶叫技。
レッキングスロウ
怪獣の頭部を両手で抱え、前方へ怪力を活かして投げ飛ばし、戦闘力を低下させる。
ジードマルチレイヤー
第25話で使用。アトロシアスとの戦いの中で、決して諦めないリクの強い精神力がウルトラカプセルに影響し、同時にプリミティブ・ソリッドバーニング・アクロスマッシャー・マグニフィセント・ロイヤルメガマスターの5形態が並列実体化する。リクの意識はプリミティブに宿っており、それぞれ独自の意思で行動する。
ジードプルーフ
第25話で使用。ジードマルチレイヤーで並列実体化した5形態のジードによる必殺光線の一斉発射。
ソリッドバーニング
ストライクブースト
装甲を展開した右手首の発射口にエネルギーを集中させ、高熱火炎をまとった72万度の爆熱光線を正拳突きの姿勢で放つ。
ソーラーブースト
胸部のプロテクターから発射する71万度の熱量を秘めた破壊光線。
エメリウムブーストビーム
額のビームランプから放つ必殺光線。レーザーメスのように極めて高い貫通力を持つ。
ワイドブーストショット
L字に組んだ腕から放つ破壊光線。劇中未使用。
ブーストスラッガーキック
ジードスラッガーを右足に装着し、加速させた回し蹴りを放つ。
ブーストスラッガーパンチ
ジードスラッガーを右腕に装着し、加速させたパンチと共に斬りつける。
サイキックスラッガー
頭部からジードスラッガーを投擲し、念力で自在に操る。
アクロスマッシャー
アトモスインパクト
両腕を回しながらエネルギーを貯め、左手を右腕の関節に乗せて十字を組み、大気中のエネルギーをスパークさせて収束させた青い光輪状の波動光線を放つ。7万トンの衝撃力を持つ。
スマッシュビームブレード
右手首から光の剣を形成し、敵を斬りつける。ウルトラマンヒカリのナイトビームブレードを継承したものである。
スマッシュムーンヒーリング
両手から興奮抑制効果のある鎮静化光線を放ち、凶暴化した怪獣をおとなしくさせる。浄化光線にもなる。
スマッシュパーム
手から矢じり型の光線を連続発射する。劇中未使用。
スマッシュストリーム
手から水流を放つ。劇中未使用。
マグニフィセント
ビッグバスタウェイ
両腕にエネルギーを貯めた後、腕をL字に組んで体内エネルギーをスパークさせて発射する77万度の必殺光線。
メガスライサークロス
手裏剣状の光のカッターを形成し、相手にアンダースローで投擲する。
メガエレクトリックホーン
頭部のホーンから電撃を発生させ、相手にムチのように打ち据える。
メガボンバーパンチ
拳に緑色のエネルギーを纏って放つパンチ。12万トンの衝撃力を持つ。
両腕で放つと10倍の威力のメガボンバーダイナマイトとなる。
メガボンバーキック
怪獣の頑丈な装甲を一発で破壊できるエネルギーキック。15万トンの衝撃力を持つ。
メガニストラトス
肩と肘の間に生み出した光の回転ノコギリで敵を切り裂く。
アレイジングジードバリア
体の前面にウルトラアレイを模したエネルギーの盾を形成する。
メガスウィングホイッパー
怪獣の尻尾を掴み、両腕の剛力で敵を投げ飛ばす。
ロイヤルメガマスター
バルカンスパークル
キングソードに1回手をかざして発動。発動時はキングソードのクリスタルが青く輝く。杖モードのキングソードから、バルカン砲のようにウルトラエネルギーを変換した無数の光弾を発射する。
スウィングスパークル
キングソードに2回手をかざして発動。発動時はキングソードのクリスタルが赤く輝く。剣モードのキングソードの刀身にウルトラエネルギーを集めてエネルギー光波を横一閃に放射する斬撃技。
ロイヤルエンド
キングカプセルを装填したキングソードをジードライザーでリードし、3回手をかざして発動。発動時はキングソードのクリスタルが虹色に輝く。杖モードのキングソードに左腕を当てて十字を組み190万度の破壊光線を放つロイヤルメガマスターの最強技。威力はビッグバスタウェイの約20倍。リード時は「解放せよ、宇宙最強の力！」という音声が鳴る。
87フラッシャー（）
ゾフィーカプセルをキングソードに装填して発動。発動時はキングソードのクリスタルが黄色く輝く。杖モードのキングソードからM87光線の力を宿した破壊光線を放つ。
スペシウムフラッシャー
ウルトラマンカプセルをキングソードに装填して発動。発動時はキングソードのクリスタルが青く輝く。杖モードのキングソードからスペシウム光線の力を宿した電撃を放つ。
スラッガースパーク
セブンカプセルをキングソードに装填して発動。発動時はキングソードのクリスタルが水色に輝く。剣モードのキングソードからアイスラッガーの形をした回転する電撃刃を飛ばす。
ランススパーク
ジャックカプセルをキングソードに装填して発動。発動時はキングソードのクリスタルが緑色に輝く。剣モードのキングソードからウルトランスの力を宿した光線を放ち、相手を貫く。
バーチカルスパーク
エースカプセルをキングソードに装填して発動。発動時はキングソードのクリスタルが水色に輝く。剣モードのキングソードからバーチカルギロチン状の刃を飛ばし、敵を切り裂く。
ストリウムフラッシャー
タロウカプセルをキングソードに装填して発動。発動時はキングソードのクリスタルが赤く輝く。全身にエネルギーを貯めた後、ストリウム光線の構えで杖モードのキングソードから高熱光線を放つ。
ブラザーズシールド
ウルトラ6兄弟カプセルをキングソードに装填して発動。発動時はキングソードのクリスタルが青く輝く。実体化させた6兄弟のエネルギーの幻影とともにジードバリアの10倍の強度を持つ円陣型のバリアを体の前面に生み出す。
ウルティメイトファイナル
ギガスラスト
ギガファイナライザーを突き出して強力なエネルギーを放出する。
ライザーレイビーム
真っ直ぐに立てたギガファイナライザーのライザーエッジから、ロイヤルエンドやジードプルーフを凌駕する超必殺光線を発射する。
クレセントファイナルジード
ウルティメイトファイナルの最強技である斬撃光線技。ジードライザーでスキャンした後、スライドスイッチ3回で発動する。ギガファイナライザーにジードの全パワーを集中させて、三日月型の切断光線を放つ。
レッキングノバ
『劇場版 ウルトラマンR/B セレクト! 絆のクリスタル』で初使用。レッキングバーストの強化版で、腕を十字に組んで放つ100万度の超破壊光線。
ビッグバスターノバ
L字に組んだ腕から放つ光線。劇中未使用。
ウルティメイトロアー
レッキングロアーの強化版。劇中未使用。
バーニングブースト
ストライクブーストの強化版。劇中未使用。
コラプサーブースト
ソーラーブーストの強化版。劇中未使用。
ショッキングインパクト
アトモスインパクトの強化版。劇中未使用。
ストリームデトネーション
全身のゴールドストリームから放つ電磁破砕光線。劇中未使用。
ウルティメイトリッパー
手から放つ手裏剣型の切断光線。劇中未使用。
ジーディウムスラッシュ
手から放つ巨大な光刃。劇中未使用。
ギガエンドスライサー
手から連射する光刃。劇中未使用。
スマッシュバスターブレード
手の先から現れる光の剣。劇中未使用。
フルムーンネオヒーリング
治癒や鎮静効果を持つ癒やしの光線。劇中未使用。
ギガライトニングバースト
額から放つ電撃光線。劇中未使用。
ギャラクシーライジング
レッキングフェニックス
レッキングバースト同様に全身を発光させながらエネルギーを集中させて炎を纏わりつかせた超高熱破壊光線を放つレッキングバーストの強化版。ギンガ、エックス、オーブの力によって威力が増強されている。
ギャラクシーカッティング
エネルギーを集中させた両腕のカッターで敵を斬りつける。
レッキングリッパー
プリミティブと同様の切断光線を左右の腕から飛ばす。
プラズマ光輪
頭上に発生させた複数の鋭いリング状のエネルギーを投擲する。防御にも使用可能。
ジードクロー使用技
クローカッティング
トリガーを1回引いて、スイッチを押し込み発動。ジードクローの刃先にエネルギーを集中させて、刃先から赤黒い波状光線を放つ。
コークスクリュージャミング
トリガーを2回引いて、スイッチを押し込み発動。クローを頭上に突き出し、体をドリルのようにスピンさせながら敵へ突撃する。プリミティブ時は赤黒い闇を、ソリッドバーニング時は炎を纏って突撃する。
コークスクリューブロック
アクロスマッシャーで使用。クロー周辺のみに回転力を生み出し、敵の攻撃を受け流す。
ディフュージョンシャワー
ジードクローをジードライザーでリードしてクローを展開させた後、持ち手のトリガーを3回引いてスイッチを押し込み発動。エネルギーを撃ち出し、無数に分散する破壊光線を相手の頭上に放つ。リード時は「シフトイントゥマキシマム！」という音声が鳴る。
クローディフェンサー
ソリッドバーニングで使用。クローの高速回転により敵の攻撃を跳ね返す。
ウルトラゼットライザー使用技
ギャラクシーバースト
攻撃モードのウルトラゼットライザーでウルトラメダルを再リードすることで発動。ウルトラゼットライザーから横幅の広い光刃を放つ。

#### 関連する力を持つ戦士
ウルトラマンジードダークネス
ジードを模した闇の戦士。
ウルトラマンレイガ
ジードを含む11人のウルトラマンが融合した戦士。
ウルトラマンゼット デルタライズクロー
カイザージードダークネス
ジードの光のベリアル細胞とデビルスプリンターで誕生した闇の巨人。

### ウルトラマンゼロ
第1話より登場。光の国から奪われたウルトラカプセルを探すため、サイドアースを訪れる。
クライシス・インパクトにおけるウルトラマンベリアルとのオメガ・アーマゲドンでの傷が癒えておらず、サイドスペースへの次元移動を行った際にウルティメイトブレスレットも破損してしまったために万全の状態ではなく、本来の姿での活動時間も2分程度に限られている。
ビルの崩落に巻き込まれそうになった少年を救おうとして瀕死の重傷を負ったサラリーマン・伊賀栗レイトの命を救うとともに、地球での長期間活動のために一体化する。ベリアルに酷似した外見を持つうえにウルトラカプセルを所持しているウルトラマンジード＝朝倉リクのことは知らなかったため、その行動を見極めると同時に、自身の不調も重なってひとまず地球の防衛をジードに任せる方針を取る。なお、ジードを初めて目撃した際には、目の形状からベリアルと誤認している。
レイトが妻子持ちで気弱な性格ゆえ、いまいちシンクロできない時もあるが、いざという時には心を一つにして変身し、そして怪獣と戦う。
地球で長期間活動し、人類や地球の文明と触れ合う経験はこれが初めてであるため、レイトの娘・マユを抱っこした感触に感激したり、満員電車を精神の修行に最適な乗り物と評したりもしている。
状況によってはレイトの身体を彼に無断で動かすことがあるほか、その際にはレイトの身体から発せられる声もゼロのものとなる。元ベリアルの秘密基地・星雲荘ではそのことを知った鳥羽ライハが、会話の相手がレイトかゼロのどちらか理解しづらいことへの不満を星雲荘の報告管理システム・レムに述べ、イメージ・ヘッドギアを装着することでレイトの身体からゼロの意識を画面に投影させることにより、彼らとの明瞭な会話を成立させている。
ベリアルとの最終決戦では、カレラン分子分解酵素を撃ち込む際に反撃されてレイトとともに重傷を負ったものの、事態の収束後にはウルティメイトブレスレットの修復を完了し、負傷したままの彼と分離してサイドアースを後にした。
- 「子供」という性質のリクの対になるように、やんちゃだったゼロが成長して誰かを導く「大人」の性質が備わればいいと思い、本作品ではリクを導く正しい大人としての役割となった[14]。シリーズ構成の乙一は、ジードとベリアルという親子との対比としてゼロにも父子の役割を認識させるため、妻子持ちの人間と一体化するという設定を取り入れた[134]。また、サラリーマンに憑依するという案は没になるだろうと考えていたが、スタッフはサブで登場するウルトラマンのため乗り気で問題なく受け入れられたという[135][14]。ゼロと似たような性格では話の膨らみが減るため、ゼロとは正反対の性格の人間と組ませることとなった[136]。
- 当初、乙一はゼロを不良のようなキャラクターと認識していたため、ベリアルに似たジードを見て殴りかかる展開を考えていたが、監督の坂本浩一から本作品では後輩を育てるキャラクターに成長していると指摘され、様子を見守るという展開に改めた[135][14]。また、坂本はゼロの強さでは単独ですべてを解決してしまうと考え、ウルティメイトブレスレットを破損させてタイプチェンジもできない状態と設定した[135]。この設定は、『レオ』でウルトラセブンへの変身能力を失ったモロボシ・ダンの立ち位置も意識したものである[135][136]。家族持ちにゼロが乗り移るという設定を受け、坂本は第24話での遊園地での別れのシーンが思い浮かんだといい、情けなかったレイトがゼロの影響を受けて家族を自分で支える強い男になり、硬派のゼロも人間と一体化して家族の温かみを知るという昭和ウルトラシリーズの王道であり、ゼロを一回り成長させることで、ベリアルとの最終決戦でもジードをサポートする役目に回るものとなった[136]。
- レイトからゼロへの変身シーンは、セブンの変身シーンを踏襲している[137]。

#### ウルトラマンゼロビヨンド
ウルトラマンヒカリから授かったライザーにウルトラゼロアイNEOを装着し、ニュージェネレーションカプセルα・βをリードしてネオ・フュージョンライズする新たな強化形態。カプセルに宿るギンガ・ビクトリー・エックス・オーブの新世代ウルトラマンたちの戦力・能力を宿しており、パワー、スピード、全ての戦闘力がそれまでのゼロよりも大きく上回っている。体色は銀を基調に紫のラインが入ったものとなり、頭部のゼロスラッガーは4本、ビームランプは3つに増えている。口調はルナミラクルゼロ同様、比較的静かなトーンとなっており、落ち着いた様子から一転して凄まじい勢いを見せるなどメリハリのある戦い方を見せる。
変身時の掛け声は「俺に限界はねぇ！」。
- デザインは後藤正行が担当[149][150]。従来のゼロのイメージは目のアイデンティティなど顔だけにとどめ、過去のタイプチェンジが力の大元になっているウルトラマンの雰囲気や意匠を残しているものが多いため、変身に用いるカプセルの4人のウルトラマンの要素も腕と胸の一部のみしか取り入れておらず、新たな姿に生まれ変わったというイメージとなっている[出典 42]。配色はウルトラマンでは初めて紫をメインとしており[149][注釈 12]、全面に使うとゼロのような印象にならないことから、紫のラインをシルバーベースに入れることとなった[55][150]。頭部のクワトロスラッガーは、初期デザインは3本で、重すぎると感じた後藤は別案も用意していたが、メイン監督の坂本浩一の要望により、ウルトラマンオーブ エメリウムスラッガーが3本だったため、それよりも多い4本のままとなった[出典 42]。ただし、アイスラッガー4本を頭部に付けた状態で通常のシュッとした耳であると頭でっかちに見えてしまうことから、耳を大きくしてバランスを取っている[55]。目の下のラインは坂本のオーダーでデビルマンのように引いている[152]。
- 初登場となる『ジード』第8話の当初のプロットでは、ヒカリの役目がウルトラマンオーブ / クレナイガイであったものの、諸事情で実現しなかったが、その名残りで同話の敵がオーブの強敵であるギャラクトロンとなっている[153]。

#### ウルトラマンゼロ ビヨンドの必殺技・能力
バルキーコーラス
自身の周りに8つのエネルギー光球を生み出し、その光球から、一斉に発射する破壊光線。
クワトロスラッガー
頭部に装着した4本のスラッガー。念力でスラッガーを飛ばし、相手を切り裂く。ブーストメガホンなどのように攻撃以外にも用いている。
ゼロ百裂パンチ（ゼロ百烈パンチ）
相手に残像を伴う超高速パンチ攻撃を連続で叩き込む。
ゼロ百裂キック（ゼロ百烈キック）
相手に残像を伴う超高速キック攻撃を連続で叩き込む。
ビヨンドツインエッジ
クワトロスラッガーを2本ずつ合体させ、ゼロツインソードの形状にしたもの。二刀流で相手を滅多斬りにする。
ワイドビヨンドショット
ワイドゼロショットが大幅に強化された決定版に当たる光線技。腕をL字に組んで放つ。
ビヨンドディフェンサー
両手からエネルギーを放って紫色の光の防御幕を発生させる防御技。敵の体を包み込むことも可能。
ツインギガブレイク
一振りのゼロツインソードにエネルギーを注ぎ込み、巨大化させて敵をZ字に切り裂く。『ウルトラギャラクシーファイト ニュージェネレーションヒーローズ』では、二刀流でゼロダークネスを倒している。
エメリウムスラッシュ
3つあるビームランプから通常より太いビームを発射する。『ウルトラマン フュージョンファイト!』で使用。
ブーストメガホン
第10話で使用。クワトロスラッガーを顔の前でメガホン状に変化させて浮遊させながらエネルギー波動を放射してザンドリアスを一喝し、宇宙へと送る。
スラッギングコーラス
第20話で使用。バルキーコーラスとクワトロスラッガーを同時に発射し、ギエロン星獣を木っ端微塵に粉砕した。
ダイナモキャノンボール
全身のエネルギーを開放し、敵に体当りする。劇中未使用。
ビヨンドリープアタック
敵を翻弄する瞬間移動。劇中未使用。

### 旧作からの登場
- ウルトラマンキング
- ウルトラの父
- ウルトラマンヒカリ
- ウルトラセブン
- ゾフィー
- ウルトラマン
- ウルトラマンジャック
- ウルトラマンエース
- ウルトラマンタロウ
- ウルトラマンレオ
- アストラ
- ウルトラマン80
- ウルトラマンメビウス
- ウルトラの母
- ウルトラマンコスモス ルナモード

## 登場怪獣・宇宙人

### 本作品の新怪獣・宇宙人
伏井出 ケイ（）
第1話より登場。母星が争いで崩壊したストルム星人の生き残り。ベリアル復活のために怪獣カプセルとライザーを駆使してウルトラカプセルを狙う。超光速思念体通信能力を持つほか、自身の背中を発光させ、光の幕・ストルム・バリアを張ったり、自身の周囲の位相エネルギーを反転させて手から放つ衝撃波などの力を有する位相反転器官ストルム器官でジードやゼロと戦うたびにその力を反転させ、自分の力として溜め込んでいった。
表向きはテレビやラジオ、雑誌などでも活躍する33歳のSF小説家兼エッセイストとして活動する。都内の大学文芸部の学生だった時に出版社に持ち込んだ『コズモクロニクル』がベストセラーとなり作家デビュー。以後、ベリアルとゼロの戦いを題材にした小説を発表し続け、フクイデストと呼ばれるファンを多く持つが、住所やデビュー前の経歴は仕事で近しい者たちにも知られていない。一見紳士的だが、本性は慈悲の心がない冷酷かつ好戦的でストルム星の崩壊から自分を助けだしたベリアルを主君と仰ぎ、狂信的なまでの忠誠心を抱いている。
ウルトラカプセルを集める存在の創造をベリアルに進言し、リクを生み出した張本人である。計画のための道具でありながらベリアルの遺伝子を受け継ぎ「息子」と目をかけられるジードに、強い嫉妬心を感じている。
AIBに自身の暗躍とベリアルの本拠地を察知されたことから、起動済みのウルトラカプセルを奪取するべくジードと直接対決し、相打ちになりながらもウルトラカプセルを奪取するが、ライハによって必要な数のウルトラカプセルを奪うことに失敗。これまでの失態をベリアルに咎められ、回収したウルトラカプセルのエネルギーをストルム器官に打ち込み、邪悪な力に変換するように命じられる。しかし、その負荷に耐えられずペダニウムゼットンにフュージョンライズして暴走する。マグニフィセントに敗れながらも辛うじて生還するが、肉体に異変が生じて昏倒する。
その後、大隅丈治に対する殺人と死体遺棄の容疑で全国指名手配される。また、ベリアルがジードに倒されたショックで一時的に虚脱状態となり、それまでの記憶を失って街を徘徊し、リクたちやAIB、さらにはベリアルの後釜を狙う宇宙人からも追われる身となる。しかし、レギオノイド ダダ・カスタマイズの攻撃を受けた際に記憶を取り戻し、ベリアルの後を継ぐことを決意。星雲荘でストルム器官を修復した後に、AIBからエンペラ星人とダークルギエルの怪獣カプセルの奪取を目論む。石刈アリエを利用してカプセルを入手すると、沖縄の中城城址で30年に一度、数分間だけ観測される、炎に焼かれて燃え続けているストルム星の光を浴びてストルム器官を完全に強化することに成功するが、追いかけてきたリクに敗北。その直後、アリエに憑依していたベリアルにストルム器官を奪われ、数日の命となる。それでもなおルミナとマユを人質に取るなど、ベリアルへの忠義を最後まで果たそうとするが、ライハとの決闘の最中に限界を迎え、ベリアルに思いを馳せながら光となって消滅する。
- シリーズ構成の乙一は、ケイの表の職業は社会的地位のある役柄にしようという考えから当初は医者としていたが、諸事情により医者と同じく「先生」と呼ばれる作家になった。また、ストルム器官の設定は初期案で没になったものが掘り起こされており、乙一は最初から採用されていれば前半にも伏線を張ることができたと述べている。
- 名前の由来はSF作家のフィリップ・K・ディックをもじったもの。

小珍獣 ルナー
第5話に登場。サメクジラ同様、宇宙への遺棄を経て地球に流れ着いた「ルナー種」とも呼ばれる宇宙生物。ふわふわの体毛、つぶらな瞳、跳ね回る跳躍力、か細い鳴き声と愛らしい特徴を持つが、食事の際には牙だらけの大きな口を開けて食物を一口で摂取する。7年前にエチオピアで捕獲に失敗した後、リトルスターを宿したことによってヒーリング能力が発現しており、それを偶然に体験した売れないお笑い芸人の新井タカシにモコと名付けられて保護され、彼に懐いてヒーリング能力による金儲けに協力する。
ジードとアーストロンの戦闘中にリトルスターが離脱してヒーリング能力を失い、AIBに確保されるが、何度も逃げ出してタカシのもとへ戻ってしまうため、AIBの監視付きで彼と生活することとなる。真っ当な芸人として出直したタカシとの漫才では、跳躍力を活かしたツッコミ役を担当している。
- 声は仕上げ進行の皐月彩と音響効果の古谷友二の娘の声を合わせて表現された。セリフは「モコ」のみだが、監督の市野龍一が演出し場面ごとにニュアンスをつけている。
- 造形物は、尾にメカを内蔵したもの、メカのないアクション用のもの、弾みモーション用のもの、転がりモーション用のものの4種類が用いられた。造形担当の品田冬樹の提案により、毛にはブースカと同じ茶色のボアを使用している。
- モコの名前の由来は小説家の新井素子から。

『ウルトラマンタイガ』に登場する小珍獣 モコ
『ウルトラマンタイガ』第15話「キミの声が聞こえない」に登場。
怪獣の感情を読み取り、それをテレパシーで人間に伝える能力を持つ宇宙生物。E.G.I.S.を訪れた少年カンタと心を通わせるが、チブル星人マブゼに捕まり、怪獣の遺伝子の合成実験の材料として飼育され、実験に利用されそうになるが、カンタの依頼を受けたヒロユキに救出される。
- 脚本を担当した中野貴雄は、当初宇宙人と結託して大金を山分けしている保険金詐欺師の話を考えていたが、監督の市野龍一がヒロユキとチビスケの関係と重ね合わせる少年とモコの話とすることを提案した。

ゾベタイ星人ナビア
第10話に登場。テレパシーによって相手の心を読む能力を持ち、過去に何件もの怪獣関連の事件を解決した実績がある。テレパシーは投げキッスのようにして放つ光の球を通じて用いるが、遠方の相手には届かずに消えてしまうため、相応の距離まで近づく必要がある。
地球に襲来したザンドリアスの行動理由を知る目的でAIBの捜査に協力する一方、待機中は地球人の女性と同様の姿でサトコを名乗り、宇宙人の間でブームとなっている地球人の彼氏作りに奔走する。母星では誰もが嘘をつかないことから、嘘をつく地球人の心理を理解できずに憤慨するが、近しい人を危険に巻き込みたくないというモアやリクの本心を聞き、一定の理解を示す。
- 心を読む宇宙人という設定は、第10話の脚本を担当した森江美咲が用意していた2本のプロットとともに提示したネタ案が採用されたもので、当初第9話で予定されていたリクとモアが互いの正体を知るという展開が第10話に持ち越されたことで、これにあわせて物語に組込まれた。監督の冨田卓は、AIBとの対比として振り切ったキャラクターとして演出した。

時空破壊神 ゼガン
第14話、第15話、第24話、第25話に登場。シャドー星人が長年の研究の末に生み出した究極の最終生物兵器。電撃を放つハサミ状の両腕シザーブラスターや翼、長い尾を持ち、胸部の発光体からは対象を別次元へ転送する次元転移光線ゼガントビームを放射する。
ベリアルの脅威に備えてシャドー星人ゼナが異次元空間に封印していたが、シャドー星の再興を目指すシャドー星人クルトがAIBに保管されていたコントロールデバイスを入手したことで地球に出現し、クルトと一体化することで起動。一時はマグニフィセントのビッグバスタウェイとゼガントビームの打ち合いにより街を飲み込むほどの次元の歪みを引き起こすが、ゼロビヨンドの介入によりゼガントビームを自身に跳ね返され、別の地点に転移する。その後、エネルギーが回復したことで活動を再開してジードやゼロと再戦し、マグニフィセントのアレイジングジードバリアとゼロビヨンドのバリアに包み込まれることによってゼガントビームをその身に受け、我々の次元から消滅する。
その後はゼナによって回収、修復され、アトロシアスに対抗するために再起動。プリミティブと永久追放空間を構築するが、アトロシアスのアトロスバーストによって爆散する。
- デザインは後藤正行が担当した。モチーフは、第14話・第15話監督の市野龍一からの要望によりサメやシャチなどの水棲生物と甲殻類を混ぜており、要素を全身に散りばめるのではなく、体の中心部や両腕など部分的に集中させることで正面と背面で印象が変わるようにしている。体色の青は、水棲生物のイメージであるとともに、ベリアル融合獣との差別化として必ずしも悪の怪獣ではない鮮やかさを意図している。
- 当初の設定ではクルトとゼガンは一体化しない予定であったが、ジードとゼガンが対峙する際にクルトが別の場所から操っているのではドラマが作りづらいため、一体化するかたちに改められた。
- 第14話・第15話監督の市野龍一は、出現時の描写を霧の中から現れる亡霊のイメージとしており、操演の根岸泉からの賛同を得てドライアイスを用いたアナログ特撮で表現された。

『ウルトラマンタイガ』に登場するゼガン
『ウルトラマンタイガ』第1話「バディゴー！」に登場。
惑星侵略用の怪獣兵器としてヴィラン・ギルドのマーキンド星人が主催するオークションにかけられていた怪獣。腕から破壊光線を放つ。
デモンストレーションとしてヤングマザーザンドリアスを攻撃するが、霧崎が呼び寄せたヘルベロスに倒される。
- スーツアクター：新井宏幸
- 登場シーンは『ジード』を踏襲して白煙から現れ、上空から出現するヘルベロスと差別化している。

ドーブル星人
第11話に登場。AIBのエージェント。地球人の男性に擬態し、オープンカフェで一般客たちに紛れてケイを監視していたが、ベリアルとの超光速通信で監視に気づいたケイに逆襲されて正体を現し、もがき苦しむ。

### ベリアル融合獣
伏井出ケイまたはベリアルがライザーで2本の怪獣カプセルをスキャンしてフュージョンライズする怪獣。胸部には共通してベリアルのカラータイマーの意匠を持つ。ケイのフュージョンライズ時は「これでエンドマークだ！」と叫び、ウルトラマンベリアルの姿になってからスキャンした怪獣を両目から吸い上げるようにして変身を完了する。ジードと同様フュージョンライズしていられる時間には限りがあり、限界を迎えると怪獣カプセルの冷却を行う必要がある。
- 撮影用スーツは通常の怪獣よりも大きく作られている[18]。このうち、スカルゴモラ・サンダーキラー・ペダニウムゼットン・キメラベロスについては、放送終了後に開催されたイベント『ウルトラヒーローズEXPO 2018 ニューイヤーフェスティバル IN 東京ドームシティ』で展示された[175]。胸部のカラータイマー周辺を共通項として、赤い角やトゲはアークベリアルをイメージしている[171][56]。

スカルゴモラ
第1話、第2話、第9話に登場。ケイがゴモラとレッドキングの怪獣カプセルを用いてフュージョンライズする。両怪獣から受け継いだ怪力が特徴。必殺技は角から放つスカル振動波、足元から生成される火炎弾ショッキングヘルボール、口から放つマグマ光線インフェルノ・マグマ。
第1話では星山市に突如出現して市街地を蹂躙し、カプセルの冷却期間を経て夜の街を襲撃しているところに、駆けつけたジードと交戦する。まだ戦い慣れていないジードをスカル振動波で追い詰めるが、レッキングバーストを受けて爆散する。
第2話では原エリに宿るリトルスターを求めて再び出現するが、ジードのレッキングバーストを至近距離から受けて撃破される。
第9話では光瀬山麓に出現するが、ジードのコークスクリュージャミングで撃破される。また、6年前にもライハを狙って光瀬山麓に出現しており、彼女の両親を殺害した。
- デザインは後藤正行が担当した。ゴモラをベースにベリアルとレッドキングの体表の要素を落とし込んでおり、元の怪獣がどちらもパワー系であることから迫力ある筋肉質な体型とするとともに、最初に登場するベリアル融合獣であることからストレートなデザインとされた。
- 第1話での水上戦は『ウルトラマンレオ』第1話へのオマージュとされている。水に浸かるシーンがあるため、防水処理をしており、スーツ自体もかなり重いという。
- 「ウルトラ怪獣擬人化計画」の一環として、『電撃G's magazine』2017年9月号にはminoaによるデザインの擬人化が掲載された。

培養合成獣 スカルゴモラ
『ウルトラマンタイガ』第15話「キミの声が聞こえない」に登場。
チブル星人マブゼがゴモラとレッドキングにオークションで手に入れたベリアル細胞を基に組み合わせて作り出した怪獣。背中のトゲから放つ破壊光波を武器とする。最期はフォトンアースに敗れる。
- スーツアクター：梶川賢司
- 脚本を担当した中野貴雄は、スカルゴモラを登場させるために逆算してストーリーを組み立てたと述べている。

『ウルトラマンZ』に登場するスカルゴモラ
『ウルトラマンZ』第7話「陛下のメダル」に登場。
カブラギシンヤがリクを拉致して抽出したベリアル因子から生み出したベリアルメダルとレッドキングメダル・ゴモラメダルで変身した姿。必殺技はスカル超振動波とショッキングヘルボール。
- スーツアクター：梶川賢司

サンダーキラー
第5話、第6話、第18話に登場。ケイがエレキングとエースキラーの怪獣カプセルを用いてフュージョンライズする。体内に蓄積された大電流による100万ボルトの放電攻撃と左手の鋭利な爪による接近戦を得意とする。必殺技は左手から放電するサンダーデスチャージ。また、胸部から相手の光線を吸収しそれを跳ね返すキラーリバース、口から連続発射する鋭い光刃ライトニングキラーカッター、爪でひっかくと同時に放電するサンダークロー、尾から放電するサンダーテールなどの技を用いる。
リトルスターを狙って出現していたこれまでのベリアル融合獣やその他の怪獣と異なり、ジードを標的としている。1回目の戦闘ではジードを圧倒し、ゼロが駆け付けた瞬間に撤退。2度目の戦闘でもジードを苦戦させるが、ジードがジードクローを発現させると圧倒され、最後はディフュージョンシャワーを受けて爆散する。
第18話ではザイゴーグと共にジードを追い詰めるが、ジードがロイヤルメガマスターに姿を変えると形勢が逆転し、ストリウムフラッシャーを受けて爆散する。
- デザインは後藤正行が担当した。第5話・第6話監督の市野龍一の「エースキラーの鎧をまとったエレキング」という要望をもとにしている。エレキングをベースに鎧のようにエースキラーの表面を被せている。本来はエレキングのカラーリングは白だが、血色の悪い感じで青白くしている。また市野の要望によりエレキングの頭部の発光部分を目に見えるようにアレンジし、エースキラーの目の意匠は角の付け根に配している。相手の光線を跳ね返す能力は、エースキラーがウルトラ戦士の技を使用できるという設定から発想したものである。

『ウルトラマンZ』に登場するサンダーキラー
『ウルトラマンZ』第7話「陛下のメダル」に登場。
カブラギシンヤがベリアル因子から生み出したベリアルメダルとエースキラーメダル・エレキングメダルで変身した姿。必殺技は電撃を尻尾から放つサンダーテールとライトニングキラーカッター。

ペダニウムゼットン
第11話、第12話、第21話、第23話に登場。ケイがキングジョーとゼットンの怪獣カプセルを用いてフュージョンライズする。ベリアル融合獣の中でも特に強力な力を持つとされ、エネルギーを収束させた両腕から放つ破壊光線ペダニウム・フレアや手から火球を放つゼットンストライカー、両肩から大電流を放射するペダニウムスパーク、目から電磁破壊光線を放つデスト・レイバスター、防御バリアPZウォールなど、さまざまな能力を持つ。必殺技は胸部からの破壊光弾ペダニウム・メテオ。ペダニウムゼットン・エボルドの場合は拳から放つペダニウム・ボルカノンが必殺技。
1回目の戦闘ではソリッドバーニングのストライクブーストと相打ちになる。その後、ケイが体内に打ち込んだウルトラカプセルのエネルギーによって暴走する形でフュージョンライズして制御不能の力を得るが、ペダニウム・メテオの反動で神経系や脳の一部が焼き切れるほどのダメージを受け、一時的に活動停止する。自己修復を経て再起動した後は朝倉錘のリトルスターを狙って暴れるが、マグニフィセントにフュージョンライズしたジードとの激闘の末、ビッグバスタウェイによって爆散する。
第21話ではグビラのリトルスターを追って出現。迎撃に現れたジードを瞬間移動で翻弄し追い詰めるが、グビラのリトルスターの力によって麻痺した隙にロイヤルメガマスターのバーチカルスパークを受け、撃破される。
第23話では沖縄の中城城跡でジードと対戦。ケイがエンペラ星人とダークルギエルの怪獣カプセルをストルム器官に打ち込むことで発達したストルム器官により暴走し、背中からストルム器官の光が溢れ出し、あらゆる能力が5倍に強化された特殊変異進化体ペダニウムゼットン・エボルドへと巨大化するが、ロイヤルメガマスターのロイヤルエンドを受け、爆散する。
- デザインは後藤正行が担当した。第11話・第12話監督の田口清隆の要望により、「キングジョーの装甲を破ってゼットンの要素が出て来る」というコンセプトで描かれた。手足の白いディテールは、整然としているゼットンの手足を崩すことで異質で歪んだ雰囲気を出すことを意図している。

『ウルトラマンZ』に登場するペダニウムゼットン
『ウルトラマンZ』第7話「陛下のメダル」に登場。
カブラギシンヤがベリアル因子から生み出したベリアルメダルとゼットンメダル・キングジョーメダルで変身した姿。必殺技は強力な破壊光弾ペダニウム・メテオ。

キメラベロス
第16話、第17話に登場。ベリアルがファイブキングとゾグ（第2形態）の怪獣カプセルを用いてフュージョンライズする戦闘怪獣形態。ベリアル自身のレイオニクスの力によって怪獣カプセルの潜在的戦闘能力が最大限まで解放されており、ジードはおろかゼロビヨンドすら歯牙にもかけない力を発揮する。他のベリアル融合獣とは異なり、各怪獣の特徴は鳴き声を除いてほとんど受け継いでおらず、頭部と胸部にベリアルの意匠を残しつつ、尻尾と翼を備え、四肢は怪獣然となっている。使用技は、口から放射する全身のエネルギーを変換した3色の火炎ベロスインフェルノ、両腕を十字に構えて放つ破壊光線デスシウムバースト、腕から三日月状の斬撃を放つベリアルリッパーなどがある。
1回目の戦闘ではジードを体内に取り込み、完全な融合を果たすために月面へ一度撤退し、追ってきたゼロビヨンドを苦戦させるが、その間にジードに脱出されて地球上で再戦する。ロイヤルメガマスターにフュージョンライズしたジードに圧倒され、最後はロイヤルエンドによって撃破される。
- デザインは後藤正行が担当した。使用するゾグ（第2形態）とファイブキングの怪獣カプセルの要素はデザインには直接反映されておらず、ベリュドラの簡易版というイメージで描かれた。第16話・第17話監督の坂本浩一は映画『ウルトラマンゼロ THE MOVIE 超決戦!ベリアル銀河帝国』に登場するアークベリアルとの差別化として半獣半人のデザインを提案した。多少はアレンジしているが、ベリアルの雰囲気をそのまま上半身に残し、背中や下半身は怪獣のようなデザインを取り込んでいる。坂本のイメージで下半身を鱗のようなディテールにし、キメラという名前のため、無理矢理くっ付いているような感じも意識している。
- ジードを取り込むシーンは坂本が監督した映画『大怪獣バトル ウルトラ銀河伝説 THE MOVIE』でレイブラッド星人がアーリーベリアルに取り憑くシーンをセルフオマージュしている。

キングギャラクトロン
第22話に登場。ケイがキングジョーとギャラクトロンの怪獣カプセルを用いてフュージョンライズする。武器は目から放つ電磁破壊光線ギャラクトロ・デストレイや魔法陣からピストン稼働させた左腕の連続パンチを放つペダニウムパンチング、防御バリアのKGバリアなど。必殺技は全エネルギーを右腕に集めて放つ破壊ビームペダニウムハードランチャー。
AIBが保管していたエンペラ星人カプセルとダークルギエルカプセルを奪取しようとケイがフュージョンライズし、ジードとゼロを圧倒するが、ロイヤルメガマスターの87フラッシャーとゼロビヨンドのツインギガブレイクによって撃破される。
- デザインは後藤正行が担当した。元々は『ウルトラマンフェスティバル2017』用に用意されていたため、後藤によるデザイン画はラフのみで、背面は描かれておらず、造形部のLSSによって背面がデザインされた。同じくキングジョーの要素を持つペダニウムゼットンとの差別化として左右非対称なデザインとなった。
- 初出はデータカードダス『ウルトラマン フュージョンファイト!』。制作されたスーツは、作中への登場前に『ウルトラマンフェスティバル2017』のウルトラライブステージで用いられた。

『ウルトラマン フュージョンファイト!』のみに登場する形態

禍々アークベリアル（）
アークベリアルとマガオロチの力を取り込んで変身する。必殺技は口から放つ超絶破壊光線マガマガアークデスシウム。そのほかの主な技はマガポイズン、マガキネシス。

ストロング・ゴモラント
ゴモラとタイラントの力を取り込んで変身する。必殺技はグラビトロプレッシャー。そのほかの主な技はバラバラバテール、ハイパーデスファイヤー。

ベムゼード
ベムスターとゼットンの力を取り込んで変身する。必殺技は左腕で吸収して原子分解した物資やエネルギーを右腕の噴射口から1兆度の火球として解放するトリリオンインフェルノ。そのほかの主な技はスマッシュスパウター、テラービーム。

バーニング・ベムストラ
ベムラーとアーストロンの力を取り込んで変身する。必殺技は一瞬で湖を干上がらせるほどの威力を持つ強力宇宙熱光線ペイルサイクロン。

### AIBエージェント
第11話を監督した田口清隆は、映画『メン・イン・ブラック』や『ウルトラマン』での科学特捜隊の海外隊員をイメージしている。
- 策略宇宙人 ペダン星人
- 憑依宇宙人 サーペント星人
- 冷凍星人 グローザ星系人
- 宇宙怪人 ゼラン星人
- ドーブル星人[32]
- 友好異星人 ネリル星人
- 遊星人 セミ女

## 登場アイテム・劇中用語
ジードライザー
リク、レイト、ケイ、ベリアルが持つ変身アイテム。名称はリクが考案したもので、リク以外のものは、ライザーと呼ばれる。
読み込みに用いるスキャナーとウルトラカプセルを装填するナックルで構成される。ナックルにセットしたカプセルをスキャンすることで、フュージョンライズや怪獣の召喚などができる。リクは、ナックルに触れることでレムと通信できる。
- スポンサーとの兼ね合いから、ジードライザーを頻繁に画面に登場させる必要があるため、通信機器としての機能があるものとなった。

ウルトラカプセル
ウルトラ戦士とベリアルの戦いに終止符を打つため、ウルトラマンヒカリが開発した白いカプセル型アイテム。ウルトラ戦士の力が内部に収められており、戦況を大きく変える力を秘める。リトルスターをブランク状態のカプセルに収納されることで、ウルトラマンの姿が表示される。クライシス・インパクトの最中、ライザーと共に光の国からケイによって盗まれた。
リクは右腰に備えたウルトラカプセルホルダーに収納している。
ゼロ専用であるニュージェネレーションカプセルα・βは使用の際に「ネオ・フュージョンライズ」とコールされる。
| 名称                                 | 対応色  | 備考                                                                                       |
| ------------------------------------ | ------- | ------------------------------------------------------------------------------------------ |
| ウルトラマンカプセル                 | 青      | ライザーと共に星雲荘に保管されていた。                                                     |
| ベリアルカプセル                     | 紫      | ライザーと共に星雲荘に保管されていた。                                                     |
| シャイニングウルトラマンゼロカプセル | 青      | 第1話冒頭のみ登場。                                                                        |
| レオカプセル                         | 赤      | 原エリに宿っていたリトルスターによって起動。                                               |
| セブンカプセル                       | 水色    | 本田トオルに宿っていたリトルスターによって起動。                                           |
| ヒカリカプセル                       | 黄      | トリィ＝ティプに宿っていたリトルスターによって起動。                                       |
| コスモスカプセル                     | 白      | モコに宿っていたリトルスターによって起動。                                                 |
| スペシウムゼペリオンカプセル         | 紫      | 「ウルトラカプセルナビ」のみ登場。                                                         |
| ギンガカプセル                       | 青      | ウルトラマンヒカリによってゼロに授けられた。ヒカリ曰く「ゼロ専用のパワーアップアイテム」。 |
| オーブオリジンカプセル               | 白      | ウルトラマンヒカリによってゼロに授けられた。ヒカリ曰く「ゼロ専用のパワーアップアイテム」。 |
| ビクトリーカプセル                   | 黄      | ウルトラマンヒカリによってゼロに授けられた。ヒカリ曰く「ゼロ専用のパワーアップアイテム」。 |
| エックスカプセル                     | 緑      | ウルトラマンヒカリによってゼロに授けられた。ヒカリ曰く「ゼロ専用のパワーアップアイテム」。 |
| ニュージェネレーションカプセルα      | 青 / 白 | ギンガカプセルとオーブオリジンカプセルをリードして完成した。                               |
| ニュージェネレーションカプセルβ      | 黄 / 緑 | ビクトリーカプセルとエックスカプセルをリードして完成した。                                 |
| ゼロカプセル                         | 水色    | 伊賀栗マユに宿っていたリトルスターによって起動。                                           |
| ウルトラの父カプセル                 | 緑      | 朝倉錘に宿っていたリトルスターによって起動。                                               |
| ウルティメイトゼロカプセル           | 黄      | 「ウルトラカプセルナビ」のみ登場。                                                         |
| キングカプセル                       | 虹色    | 鳥羽ライハに宿っていたリトルスターによって起動。                                           |
| ウルトラ6兄弟カプセル                | 青      | ゾフィー、ウルトラマン、セブン、ジャック、エース、タロウの力を内包している。               |
| ジャックカプセル                     | 緑      | 佐倉藤子に宿っていたリトルスターによって起動。                                             |
| エースカプセル                       | 水色    | 満賀富士夫に宿っていたリトルスターによって起動。                                           |
| タロウカプセル                       | 赤      | 松本鉄朗に宿っていたリトルスターによって起動。                                             |
| ルナミラクルゼロカプセル             | 青      | 「ウルトラカプセルナビ」のみ登場。                                                         |
| ゾフィーカプセル                     | 黄      | グビラに宿っていたリトルスターによって起動。                                               |
| エボリューションカプセル             | 水色    | リクの強い心によって生み出された。ジードの初期形態が描かれている。                         |
怪獣カプセル
ケイが盗み出したウルトラカプセルをもとに研究し、レイオニクスの力を利用して作った黒いカプセル型アイテム。怪獣や宇宙人の力が込められている。
| 名称                     | 対応色 | 備考 |
| ------------------------ | ------ | --- |
| ゴモラカプセル           | 黄     | |
| レッドキングカプセル     | 赤     | |
| ダークロプスゼロカプセル | 紫     | 同一のものが複数存在する。                                                                                        |
| エレキングカプセル       | 水色   | ケイが爆散したエレキングを吸収して作成した。                                                                      |
| エースキラーカプセル     | 紫     | |
| アーストロンカプセル     | 黄     | 「ウルトラカプセルナビ」のみ登場。                                                                                |
| ギャラクトロンカプセル   | 緑     | 同一のものが複数存在する。                                                                                        |
| タイラントカプセル       | 紫     | 「ウルトラカプセルナビ」のみ登場。                                                                                |
| ザンドリアスカプセル     | 緑     | 「ウルトラカプセルナビ」のみ登場。                                                                                |
| キングジョーカプセル     | 緑     | |
| ゼットンカプセル         | 青     | |
| ゼガンカプセル           | 水色   | 「ウルトラカプセルナビ」のみ登場。                                                                                |
| カイザーベリアルカプセル | 紫     | 「ウルトラカプセルナビ」のみ登場。                                                                                |
| ファイブキングカプセル   | 紫     | |
| ゾグ（第二形態）カプセル | 青     | |
| ザイゴーグカプセル       | 紫     | |
| エンペラ星人カプセル     | 紫     | ジードに敗れたベリアルから飛び散り、AIBに回収される。第22話にてケイに奪われたのち、第23話にてベリアルの手に戻る。 |
| ダークルギエルカプセル   | 紫     | ジードに敗れたベリアルから飛び散り、AIBに回収される。第22話にてケイに奪われたのち、第23話にてベリアルの手に戻る。 |
| メカゴモラカプセル       | 緑     | |
| ギエロン星獣カプセル     | 緑     | |
| アークベリアルカプセル   | 紫     | 「ウルトラカプセルナビ」のみ登場。                                                                                |
| グビラカプセル           | 水色   | 「ウルトラカプセルナビ」のみ登場。                                                                                |
サイドスペース
本作品の舞台となる宇宙。超時空消滅爆弾によって一度崩壊した。
クライシス・インパクト
ウルトラマンベリアルが超時空消滅爆弾を使って引き起こした事件。地球を中心に宇宙を滅ぼす規模の爆発が起こるが、ウルトラマンキングが自らを犠牲に宇宙を修復する。
復興後の地球では隕石落下と解釈され、爆心地に筒井総合病院が建てられている。
- 企画段階では、ベリアルが地球を爆破しキングがそれを修復したという設定であったが、キングが地球のみを助けるのはおかしいという意見が挙がり、宇宙規模の事象となった。

リトルスター
クライシス・インパクト後に観測されるようになった高純度エネルギー。ケイの散布したカレラン分子を取り込んだ生命体の体内に、宇宙を循環するウルトラマンキングの幼年期放射が蓄積することで形成される。
励起状態になると宿主に手の発熱や胸の発光などの症状が表れ、ウルトラカプセルのウルトラ戦士に応じたさまざまな超能力が発現する。ウルトラ戦士への祈りによって分離し、ブランク状態のウルトラカプセルに収納されることで起動させることが可能。また、AIBでもカレラン分子を分解する酵素の開発が進められている。
- リトルスターの設定はアーサー・C・クラークの小説『幼年期の終り』を元にしており、「カレラン」などの名称も同作品に由来する。

星雲荘（）
リクが元々住んでいたアパート。1階に銀河マーケットがある。第1話で、スカルゴモラに壊される。
銀河マーケット
久米ハルヲが経営し、リクがアルバイトをしている駄菓子屋。スカルゴモラに店舗を壊されるが、のちにワゴン車の移動販売により営業を再開する。
星雲荘（地下基地）
天文台の地下500メートルに位置する秘密基地。本来はストルム星の宇宙船だが、ケイの策略でベリアルの遺伝子を持つリクに譲渡される。「星雲荘」はリクが上記アパートの表札を持ち込み、付けた通称である。座標が判明すれば、地上に転送式のエレベーターを送り出せる。
中央司令室は地上の監視や怪獣の分析といった科学設備のほか、居住に必要な食料や家具や治療設備も備えている。ケイによる乗っ取りからレムが取り戻した際には、制限をかけてケイが利用できないようにしている。
- 本作品では前作『オーブ』の企画時と同様に防衛隊は登場させないという方針であったため、主人公側の情報収集の場として設定された。また、シリーズ構成の乙一は、「秘密基地」は家にも社会にも居場所がない子供たちのシェルターであるというイメージも取り入れている。
- 美術担当の木場太郎は、当初生活感のあるごちゃごちゃしたイメージで検討していたが、坂本の要望によりシンプルなデザインとなった。壁面にはトタンを使用し、表面を活かして画面の特徴としている。

ネオ・ブリタニア号
星雲荘の宇宙船としての真の姿。ベリアルが送り込んだストルム星の宇宙船で、正式名称はテラー・ザ・ベリアル第9方面宇宙軍所属第8等級戦列艦ネオ・ブリタニア。
アトロシアスとの戦闘でカレラン分子分解ガスの収納タンクを打ち込むために地上に浮上。一度は撃墜されるが、ゼロの助力によって酵素を打ち込むことに成功する。
- 名前はSF小説『レンズマン』に登場する宇宙船ブリタニア号に由来する。
- 星雲荘が宇宙船であるという設定は初期からあったものの一旦没になったが、坂本が劇場版での登場を希望し、それだけではもったいないとしてテレビシリーズにも登場することとなった。

ユートム
レムの操作する球体型偵察機。外部の状況を星雲荘に映し出す、血液を採取しての分析、レーザー光線砲での攻撃などが可能。ケイが星雲荘を乗っ取った際には、レム人間態の目にレーザーを発射して操る。
変身ブローチ
シャプレー星の科学力を応用して製作された装置で、リクとレイトが身に着けることで別の姿を見せ、入れ替わった。
イメージ・ヘッドギア
レイトに装着させることで、ゼロとレイト以外の人物が会話できるようになっている。
爆裂戦記ドンシャイン（）
劇中で放送されている特撮番組。ヒーローのドンシャインが銀河大盗賊団ヌスットリアの行動部隊のリーダーである強奪怪人サタンゾーグと戦う。ヒロインのレムはウェダ星のプリンセスで、普段は地球人の如月タカコとして暮らしているが、ウェダストーンのキラメキパワーが蘇る時、本来の姿に変身する。手のひらを相手に向け、顔の前でクロスしてから広げるのがドンシャインの決めポーズで、リクやモア、本田トオルが真似をすることがある。ドンシャインの掛け声は、リクの変身の口上にもある「ヒアウィーゴー！(Here we go!)」。
- 父親を子供が乗り越えるという本作品の全体的な流れの前段階として、「子供」という性質を備えるためにできるだけリクを子供らしく見せるために「子供の好きなもの」をリクの趣味として設定したもので、脚本の乙一は偶然の産物であったとしている。当初は、「ゲーム好きの少年」としてゲームになるはずだったが、別の等身大のヒーロー番組がゲームを題材にした作品のため、競合しない別の設定となり、既存の特撮ヒーローは出せないため、架空の特撮ヒーロー番組を作り、「特撮ヒーロー好きの少年」という属性に修正された。その後、その特撮ヒーロー番組が最終回を迎えたことから第12話でゲームの描写が可能となった。
- 決めポーズはジャッキー・チェン主演の映画『クレージーモンキー 笑拳』における「笑いの拳」へのオマージュである。
- テレビアニメ『SSSS.DYNAZENON』第6回では、ちせが読む少年誌『週刊少年チャンス』の表紙にドンシャインが描かれている。

星山市（）
リクの住んでいる町。東京都にある。
AIB（）
シャドー星人ゼナや愛崎モアが所属する異星人捜査局。正式名称は「Alien Investigation Bureau」。クライシス・インパクト発生後の混乱から、惑星の文明には干渉せずに宇宙の秩序を取り戻す目的で多種多様な宇宙人たちが結成した。本部では誰もが本来の姿かその上からスーツを着た姿であるが、モア以外のメンバーは一般社会に潜伏するために地球人の姿に擬態している。組織の性質上、隊員は戦闘を主としておらず、護身用に相手の動きを止める麻酔光線を撃つ銃アナスタージ・ガンや隠れた異星人を発見する高性能探査装置特殊スキャナーを携帯している程度である。
地球では地下に基地があり、転送エレベーターで地上や本部へ移動する。また、東京の梶尾地区には民間の建物を買い上げて運営している研究施設のリトルスター研究所があり、特殊なバリアでリトルスターを探知させない処置を取っている。
ゼナとモアは移動に専用のAIBカーを使用している。
ニコニコ生命保険
AIBが偽装に用いている架空の保険会社。AIBエージェントは表向きは同社の社員を名乗っており、AIB地球分署極東支部の入り口も同社のビルに偽装されている。

## キャスト
リク役を演じる濱田龍臣は、ウルトラシリーズの主人公としてはこれまでの史上最年少に当たる。また、濱田は7年前の9歳当時に映画『ウルトラマンゼロ THE MOVIE 超決戦!ベリアル銀河帝国』でナオ役を演じており、同作品で共演した土屋太鳳からコメントが寄せられている。
キャスティングは前作と同じく、オーディションではなく数名の候補と面談する方式で行われた。
※話数のうち斜字表記は回想出演。

### レギュラー・準レギュラー
- 朝倉リク - 濱田龍臣
- 鳥羽ライハ - 山本千尋[201]
- 愛崎モア - 長谷川眞優[201]（1,4,5,9-11,13-25）
- 伊賀栗レイト - 小澤雄太[201]（3-25）
- 伏井出ケイ - 渡辺邦斗[201]（1-9,11,12,13,16-25）
- 伊賀栗ルミナ - 長谷部瞳（3,6,7,8,16,20,21,24,25）
- 伊賀栗マユ - 清水美怜（3,6-10,13,16,20,21,24,25）
- シャドー星人ゼナ - 岩田栄慶（1,4,5,9-11,13-18,20,22-25）
- 久米ハルヲ - 水野直（1,2,4,5,7,8,10,13,18,19,24,25）
- 女性キャスター[注釈 19] - 川合千里（1-3,5,6,8,11,14-18,20,21,24,25）
- 編集者 - 柾賢志（3,4,7,8,11,16,18）
- 石刈アリエ - 小林涼子（18-20,22,23,24）

### ゲスト
- 学者A - 宮川浩明（1）
- 学者[注釈 20] - 岡田謙（1-3,16,21）
- 老人 - 黒田長政（1）
- 原良子 - 三輪ひとみ（1,2,5,13）
- 原エリ - 内田未来（1,2,5,13）
- 中年男性 - 平家秀樹（2）
- 原孝司 - レン杉山（2,5,13）
- 本田トオル - 三谷麟太郎（3,5,13）
- 看護師A - 巻野わかば（3）
- 看護師B - 定平佳子（3）
- チンピラ - 松波優輝（3）
- トリィ＝ティプ - 桜木梨奈（4,5,13,16,24）
- 新井タカシ - 加藤良輔（5,13）
- マミ - 奥中美衣（5）
- 怪我人 - 太田了輔（5）
- 女性社員 - 田中咲葉良（6）
- 部長 - 古沢一郎（6）
- 社員 - 前田竜治、三谷隼司、相羽あきの、結月めぐみ（6）
- 受付嬢 - 碧木もも（6）
- 若い女 - 美月ひな（6）
- 老人 - 鈴木本一郎（6）
- 子供たち - 梶原裕太、福島知乃心、伊藤駿太、川守田花恋、松尾瑠莉、京牟礼采姫、藤井希空（6）、金野琥汰朗、金子響、細井鼓太、石田凛音、鴫原凛、梶原裕太、黒田乃瑠、黒澤綺花（14）
- 鳥羽スズミ - 妃鳳こころ（9,13,16,17,24）
- 鳥羽ダンジ - 植村恵（9,13,16,17,24）
- サトコ - 石神澪（10,13）
- 男性 - 龍輝（10）
- 朝倉錘 - 寺田農（12,13）
- 天文台職員 - 高橋麻琴、湯浅菜月（12,17）、田中恵蔵、中澤健太郎、太田理恵（12）
- 朝倉錘の妻 - なるせ華（写真出演、12）
- 赤ん坊のリク - 谷岡諭、宮崎太真（写真出演、12）
- シャドー星人クルト - 鈴木裕樹（14,15）
- 幼い頃のリク - 志水透哉（14,16,17）
- 幼い頃のモア - 牧野羽咲（14）
- キャンペーンガール - 水谷るりか（14）
- ゴドー＝ウィン - 尾関伸嗣（16）
- 佐倉藤子 - 石上ひなの（16,17）
- 満賀富士夫 - キャッチャー中澤（16,17）
- 松本鉄朗 - 高月雪乃介（16,17）
- 防護服の男 - 國重光司、泉礼文（18）
- レム人間態 - 三森すずこ（19）
- メグミ - 小林美江（20）
- ユカ - 未浜杏梨（20）
- リサイクルショップ店主 - 安藤広郎（21）
- お弁当屋さん - 碓井由美（21）
- お客の子ども - 江口湊太（21）
- レストラン店員 - 吉村健洋、刀根友香、長谷部萌恵（24）
- 少年 - 松浦理仁（25）
- 看護師 - 原田もも子（25）
- 医師 - 古谷朋弘、沢木楓（25）

### 声の出演
- ジードライザー・ウルトラカプセルスキャン音声（ノンクレジット）、ウルトラマンキング[注釈 21](9,16,17,25) - 檜山修之[202]
- ジードライザー・怪獣カプセルスキャン音声（ノンクレジット）、情報屋（レキューム人）(20) - 松本健太[202]
- レム - 三森すずこ[201]
- ペガッサ星人ペガ - 潘めぐみ[201]
- シャドー星人ゼナ - 浅沼晋太郎（1,4,5,9,10-18,20,22-25）
- ウルトラセブン - 森次晃嗣（1）
- ウルトラマンゼロ - 宮野真守[201]（1,3-20,22-25）
- ウルトラマンベリアル、ウルトラマンベリアル アトロシアス - 小野友樹[201]（1,11-13,16,17,23-25）
- ドンシャイン - 山口智広（1,17）
- サタンゾーグ - 飯島肇（1）
- 避難広報音声[注釈 22] - 山村響（1）
- ダダ - 外島孝一（2）、山本匠馬（18）
- フック星人 - 村上ヨウ（4）
- ウルトラマンヒカリ - 難波圭一（8）
- バド星人 - 金子はりい（11）
- AIB観測員 - うのちひろ（11）
- クカラッチ星人 - 平下侑樹（14）
- ゴドラ星人 - 岸哲生（16,17）
- AIB職員（セミ女） - 大谷美紀（16）
- ウルトラの父 - 西岡德馬（24,25）

### スーツアクター
- ウルトラマンジード - 岩田栄慶
- ウルトラマンゼロ、ウルトラマンベリアル、ダダ - 岡部暁
- ペガッサ星人ペガ - 丸田聡美
- スカルゴモラ、ギャラクトロン、ゴドラ星人、キングギャラクトロン - 梶川賢司
- ウルトラマンタロウ、タイラント、キメラベロス、ザイゴーグ、メカゴモラ、ウルトラマンベリアル アトロシアス - 桑原義樹
- ウルトラマンベリアル[203] - 寺井大介
- ウルトラマンレオ - 力丸佳大
- ウルトラマンジャック - 稲庭渉
- ウルトラマンエース - 福田憲文
- アストラ、レギオノイド ダダ・カスタマイズ - 永地悠斗
- ウルトラマン80 - 郡大輝
- ウルトラマンヒカリ、ダークロプスゼロ - 大久保洸成
- エレキング、アーストロン、サンダーキラー、ギエロン星獣、グビラ - 横尾和則
- ピット星人トリィ＝ティプ、ザンドリアス、AIB職員（セミ女）、情報屋（レキューム人）、ウルトラの母 - 安達仁美
- フック星人 - 福島弘之
- ペダニウムゼットン、ゼガン - 新井宏幸
- ウルトラの父、ウルトラマン - 石川真之介
- 常光博武
- 矢﨑大貴
- 小野鉄兵
- 高橋舜

## スタッフ
第13話監督の池田遼と第18話・第19話監督の伊藤良一は本作品が監督デビューとなった。
- 監修 - 大岡新一
- 企画 - 坂井卓広、黒澤桂、桃井信彦（バンダイ）、濱田健二（バンダイビジュアル）、伍賀一統（バンダイナムコエンターテインメント）、春山ゆきお（バンプレスト）、今井陽介（電通）
- チーフプロデューサー - 北浦嗣巳
- プロデューサー - 鶴田幸伸、吉野文（テレビ東京）、嵯峨隼人（電通）
- シリーズ構成 - 乙一
- シリーズ構成協力 - 三浦有為子[201]
- 脚本 - 安達寛高、三浦有為子、柳井祥緒、森江美咲、足木淳一郎、根元歳三、勝冶京子[201]
- 音楽 - 川井憲次[201]
- 企画協力 - 谷岡拡
- 音楽プロデューサー - 鈴木俊太郎（rooM78）
- ラインプロデューサー - 村山和之
- 協力プロデューサー - 岸根明
- 撮影 - 髙橋創、新井毅
- 録音 - 星一郎、藤丸和徳
- 助監督 - 越知靖
- 特撮助監督 - 内田直之
- アクションコーディネイト - 寺井大介
- スーツアクターサポート - 岡野弘之
- VFX・CG - 日本映像クリエイティブ、アンダーグラフ、キュー・テック、TSUBAKI、Pagoda,LLC、オクティグラフィカ
- ミニチュア - マーブリング・ファインアーツ
- 特機 - 宗特機
- 操演 - 亀甲船
- キャラクターデザイン - 後藤正行
- 技術協力 - IMAGICA
- 美術協力 - アートフォー
- 特撮スタジオ - 日活調布撮影所
- 連載協力 - 小学館、講談社
- 監督 - 坂本浩一、市野龍一、武居正能、冨田卓、田口清隆、池田遼、伊藤良一[201]
- ウルトラマンジード製作委員会
- 製作 - 円谷プロダクション、テレビ東京、電通

## 音楽

### 主題歌・挿入歌
オープニングとエンディングは第18話以降、歌詞が2番に変更される。
主題歌「GEEDの証」
作詞 - 六ツ見純代 / 作編曲 - 川井憲次 / 歌 - 朝倉リク with ボイジャー
第1話、第2話、第25話では挿入歌として使用される。
エンディングテーマ「キボウノカケラ」
作詞 - TAKERU、瀬下千晶 / 作・編曲 - 小西貴雄 / 歌 - ボイジャー
第25話ではフルサイズで使用される。
挿入歌・イメージソング「フュージョンライズ！」（第17話）
作詞 - 金光大輔 / 作曲・編曲 - ハマサキユウジ / 歌 - ボイジャー

### キャラクターソング
それぞれのオリジナルキャラクターソングと、オープニング主題歌「GEEDの証」のカバーを収録したシングルCDとして発売。
「おうえんだん1号」
作詞 - 稲葉エミ / 作・編曲 - 大畑拓也 / 歌 - ペガ（CV：潘めぐみ）
「マホロバリバティ」
作詞 - 稲葉エミ / 作曲・編曲 - 栁舘周平 / 歌 - レム（CV：三森すずこ）

### BGM
本作品と同じく川井憲次が音楽を担当した「ウルトラマンゼロ THE MOVIE 超決戦!ベリアル銀河帝国」より、ウルトラマンゼロのテーマ・カイザーベリアルのテーマが、それぞれのキャラクターテーマ曲としてアレンジ使用されている。

## 特徴
乙一は2016年8月ごろに、坂本は2016年9月ごろにそれぞれ本作品へのオファーを受けた。乙一にシリーズ構成を依頼したのはプロデューサーの鶴田幸伸であり、坂本は乙一から聞かされたコンセプトに特撮作品の経験がまだない立場ゆえの面白さを感じ、鶴田を交えての打ち合わせで煮詰めていったという。鶴田は、アシスタントプロデューサーを務めた『ウルトラマンギンガS』の時に新規脚本家候補の1人として乙一を挙げるも実現しなかったが、3作品同じ脚本陣が続いたことから改めて乙一を提案し、乙一側もウルトラシリーズに興味を抱いていたことから参加が実現した。鶴田は乙一を起用した理由について、叙述トリックを得意とした作風が鶴田の考える視聴者に驚きを与えるシリーズ構成が可能となると予想した点、一方で乙一が別名義で執筆している作品が人情味あふれるものであった点、また映画制作や脚本家としての活動経験がある点などを挙げている。脚本家チームは、総勢13人が参加した前作に対し半数以下の6人となっており、鶴田は乙一を中心とした少数精鋭であるとしている。
防衛隊を真実味を持って描く予算がなかったため、防衛隊を出さない方向性となり、暗いテイストでは子どもたちが離れる懸念があったことから、明るいテイストの群像劇を意識した作品となった。脚本では、演出家の領分から「電線が揺れる」などの怪獣の重量感を出すための描写は実際の脚本のト書きからは削除されている。また、本能的に子供たちを引きつけるため、カップ麺など何かを食べるシーンを入れている。また、「世間」と「ウルトラマン」との関係性を描くために『知りたいワイド』などのニュース番組を出し、アナウンサー役の役者を雇ったり、セットを作った場合、一回限りの登場ではもったいないため、作中に積極的に取り入れている。
坂本は過去の作品とは異なり一歩退いたゼロについては、ジードのアドバイザー的立場として『ウルトラマンレオ』でのモロボシ・ダン（ウルトラセブン）をイメージしており、レオに対するセブンのような関係が築ければいいという。主人公のキャラクター像は、「ベリアルの息子」という要素から視聴者が容易に想像できるであろうことや前作との差別化から「闇堕ち」は避け、どんな困難にも立ち向かう前向きな性格に設定された。
ペガッサ星人やシャドー星人が仲間という世界観については、『ウルトラセブン』の放送開始50年にちなんでのことであり、登場させる宇宙人も『セブン』から選ぶことになった。また、川井憲次に音楽を依頼したのは坂本がリッチな世界観を音で表現できる川井の音楽のファンだったことによるものであり、映像との相乗効果でより大きなスケール感を出したかったという。
各フュージョンライズ形態の名称やヒーローの組み合わせ、必殺技名は坂本が監修しており、登場人物の名前は乙一によってSF作家の名前から考えられている。また、坂本が好む昭和ウルトラシリーズへの思い入れから、坂本の担当回では、あまり青空の下での戦いはなく、雨中での戦いやプールを使った特撮、ナイターでの街セットのビル壊し、泥まみれの戦いや暗雲の照明など、特に『レオ』第1，2話へのオマージュが盛り込まれている。

## 放送日程
- 本編終了後には、ウルトラカプセルや怪獣カプセルの解説ミニコーナー「ウルトラカプセルナビ」が放送される（第13話、第24話、最終話を除く）。
- 第1話放送の前週には、放送各局で『ウルトラマンジード 直前スペシャル』が放送された。
- 前作『ウルトラマンオーブ』と同様、オープニングのタイトルバックにはその回のメインとなるフュージョンライズ形態や登場人物、怪獣がシルエットで登場する。
- BSジャパンでの遅れ放送は実施せず、2017年7月から同年9月まで『オーブ』傑作選を放送し、10月以降は『アイドル×戦士 ミラクルちゅーんず!』第27話以降が放送されている。

| 放送回 | 放送日   | サブタイトル                      | 主な登場怪獣・宇宙人                                                          | カプセルナビ 紹介キャラクター                                 | 脚本       | 監督     |
| ------ | -------- | --------------------------------- | ----------------------------------------------------------------------------- | ------------------------------------------------------------- | ---------- | -------- |
| -      | 7月01日  | ウルトラマンジード 直前スペシャル | - 第1話 - 第3話の登場怪獣 - テレスドン                                        | -                                                             | 足木淳一郎 | 村上裕介 |
| 1      | 7月08日  | 秘密基地へようこそ                | スカルゴモラ                                                                  | - ウルトラマン - ゴモラ                                       | 安達寛高   | 坂本浩一 |
| 2      | 7月15日  | 怪獣を斬る少女                    | - ダダ820号 - スカルゴモラ                                                    | - ウルトラマンベリアル - レッドキング                         | 安達寛高   | 坂本浩一 |
| 3      | 7月22日  | サラリーマンゼロ                  | ダークロプスゼロ                                                              | - ウルトラマンレオ - ダークロプスゼロ                         | 安達寛高   | 坂本浩一 |
| 4      | 7月29日  | 星人を追う仕事                    | - フック星人 - ピット星人トリィ＝ティプ - エレキング                          | - ウルトラセブン - エレキング                                 | 安達寛高   | 坂本浩一 |
| 5      | 8月05日  | あいかた                          | - サメクジラ - ルナー（モコ） - アーストロン - サンダーキラー                 | - ウルトラマンヒカリ - アーストロン                           | 三浦有為子 | 市野龍一 |
| 6      | 8月12日  | 僕が僕であること                  | サンダーキラー                                                                | - ウルトラマンコスモス - エースキラー                         | 三浦有為子 | 市野龍一 |
| 7      | 8月19日  | サクリファイス                    | ギャラクトロン                                                                | - ウルトラマンオーブ（スペシウムゼペリオン） - ギャラクトロン | 柳井祥緒   | 武居正能 |
| 8      | 8月26日  | 運命を越えて行け                  | ギャラクトロン                                                                | ニュージェネレーションカプセルα・β                            | 柳井祥緒   | 武居正能 |
| 9      | 9月02日  | 誓いの剣                          | - タイラント - スカルゴモラ                                                   | - ウルトラマンギンガ - タイラント                             | 三浦有為子 | 冨田卓   |
| 10     | 9月09日  | ココロヨメマス                    | - ザンドリアス - サトコ（ゾベタイ星人ナビア）                                 | - ウルトラマンエックス - ザンドリアス                         | 森江美咲   | 冨田卓   |
| 11     | 9月16日  | ジードアイデンティティー          | - ペダニウムゼットン - バド星人                                               | - ウルトラマンゼロ - キングジョー                             | 安達寛高   | 田口清隆 |
| 12     | 9月23日  | 僕の名前                          | ペダニウムゼットン                                                            | - ウルトラの父 - ゼットン                                     | 安達寛高   | 田口清隆 |
| 13     | 9月30日  | レストア・メモリーズ              | 第1話 - 第12話の登場怪獣                                                      | -                                                             | 足木淳一郎 | 池田遼   |
| 14     | 10月07日 | シャドーの影                      | - ゼガン - シャドー星人クルト - クカラッチ星人                                | - ウルトラマンオーブ（オーブオリジン） - ゼガン               | 根元歳三   | 市野龍一 |
| 15     | 10月14日 | 戦いの子                          | - ゼガン - シャドー星人クルト - ゼラン星人                                    | - ウルトラマンビクトリー - カイザーベリアル                   | 根元歳三   | 市野龍一 |
| 16     | 10月21日 | 世界の終わりがはじまる日          | - ゴドラ星人ゴドー＝ウィン - ゴドラ星人 - ウルトラマンベリアル - キメラベロス | - ウルティメイトゼロ - ゾグ（第二形態）                       | 安達寛高   | 坂本浩一 |
| 17     | 10月28日 | キングの奇跡！変えるぜ！運命!!    | - キメラベロス - ゴドラ星人                                                   | - ウルトラマンキング - ファイブキング                         | 安達寛高   | 坂本浩一 |
| 18     | 11月04日 | 夢を継ぐ者                        | - ダダ116号 - レギオノイド ダダ・カスタマイズ - ザイゴーグ - サンダーキラー   | - ウルトラマンタロウ - ザイゴーグ                             | 柳井祥緒   | 伊藤良一 |
| 19     | 11月11日 | 奪われた星雲荘                    | メカゴモラ                                                                    | - ウルトラマンジャック - メカゴモラ                           | 勝冶京子   | 伊藤良一 |
| 20     | 11月18日 | 午前10時の怪鳥                    | - ギエロン星獣 - レキューム人                                                 | - ルナミラクルゼロ - アークベリアル                           | 三浦有為子 | 冨田卓   |
| 21     | 11月25日 | ペガ、家出する                    | - グビラ - ペダニウムゼットン                                                 | - ウルトラマンエース - グビラ                                 | 森江美咲   | 冨田卓   |
| 22     | 12月02日 | 奪還                              | キングギャラクトロン                                                          | - ゾフィー - エンペラ星人                                     | 三浦有為子 | 武居正能 |
| 23     | 12月09日 | ストルムの光                      | - ペダニウムゼットン - ウルトラマンベリアル アトロシアス                      | - ウルトラマンベリアル - ダークルギエル                       | 三浦有為子 | 武居正能 |
| 24     | 12月16日 | キボウノカケラ                    | - ウルトラマンベリアル アトロシアス - ゼガン                                  | -                                                             | 安達寛高   | 坂本浩一 |
| 25     | 12月23日 | GEEDの証                          | - ウルトラマンベリアル アトロシアス - ゼガン                                  | -                                                             | 安達寛高   | 坂本浩一 |

## 放送局
| 放送期間                                         | 放送時間         | 放送局           | 対象地域       | 備考           |
| ------------------------------------------------ | ---------------- | ---------------- | -------------- | -------------- |
| 2017年7月8日 - 12月23日                          | 土曜 9:00 - 9:30 | テレビ東京       | 関東広域圏     | 制作局         |
|                                                  |                  | テレビ北海道     | 北海道         |                |
|                                                  |                  | テレビ愛知       | 愛知県         |                |
|                                                  |                  | テレビ大阪       | 大阪府         |                |
|                                                  |                  | テレビせとうち   | 岡山県・香川県 |                |
|                                                  |                  | TVQ九州放送      | 福岡県         |                |
| 2017年7月28日 - 2018年1月19日                    | 金曜 4:25 - 4:55 | 宮崎放送         | 宮崎県         | TBS系列        |
| 2017年7月30日 - 2018年1月14日                    | 日曜 5:20 - 5:50 | 広島ホームテレビ | 広島県         | テレビ朝日系列 |
| 2017年8月6日 - 2018年2月4日                      | 日曜 6:30 - 7:00 | 石川テレビ       | 石川県         | フジテレビ系列 |
| 2017年8月6日 - 2018年2月4日                      | 日曜 5:30 - 6:00 | 静岡第一テレビ   | 静岡県         | 日本テレビ系列 |
| 2017年8月20日 - 2018年2月11日                    | 日曜 6:15 - 6:45 | テレビユー福島   | 福島県         | TBS系列        |
| 制作局と同時ネットの放送局は全てテレビ東京系列。 |                  |                  |                |                |

## 映画
2018年3月10日より、『劇場版 ウルトラマンジード つなぐぜ! 願い!!』のタイトルで全国松竹系映画館にて公開された。
監督はテレビシリーズメイン監督の坂本浩一が引き続き担当し、脚本はテレビシリーズ第14話・第15話を担当した根元歳三が担当する。
テレビシリーズの後日談であり、ジードの新形態ウルティメイトファイナルが登場するほか、前作『ウルトラマンオーブ』の主要人物であるクレナイ ガイ / ウルトラマンオーブやジャグラスジャグラーとの共闘が描かれる。ガイとジャグラーがゲストとして現れる以上、手伝いに現れるのではなく、オーブたちがいないと成立しないようなストーリーにするため、『ジード』と『オーブ』を繋ぐ物語として、敵キャラクターも『オーブ』のギャラクトロンに関連したものになっており、ギャラクトロンの製造元やその正体など、同作品で未解決の要素であったギャラクトロン編を補完する内容ともなっている。また、本作品に登場するギガファイナライザーも以前に坂本が監督した『大怪獣バトル ウルトラ銀河伝説 THE MOVIE』に登場するギガバトルナイザーと対になるものであり、過去の作品のミッシングリンクを埋めるものとなっている。
テレビシリーズでレギュラー登場したウルトラマンゼロのほか、その仲間であるウルティメイトフォースゼロも登場する。かつて濱田が映画『ウルトラマンゼロ THE MOVIE 超決戦!ベリアル銀河帝国』でナオ役を演じていたことから、同作品へのオマージュも描写されている。また、『オーブ』のキャラクターへのフィーチャーについても余念が無く、特にガイについては昭和のヒーローっぽさに親近感を持った坂本がリクとの対比を楽しみながら演出している。
リクとベリアルの親子関係が主軸だったテレビシリーズに対し、同作品ではリクが母を思わせる年上の女性との出会いと別れを通じて成長していくことがテーマの一つとなっている。劇場版はテレビシリーズを全話見ていない人がいることから、テレビですべてベリアルとの話を完結させ、単独でも劇場版を楽しめるように、新たなリクたちの冒険を描くこととなった。また、坂本はリクがウルトラマンとして認められたテレビシリーズに対し、同作品では「ヒーローになったその先にはなにがあるのかを描ければ」と考えたという。

### ゲストキャラクター
比嘉 愛琉（） / アイル・サデルーナ
惑星クシア出身の宇宙人。3万3千歳。母星を失ったのちに太古の地球に流れ着き、ギガファイナライザーを使いこなせる戦士に出会うため、長き年月を生き続けてきた。現代では沖縄でアウトドア教室を開いて暮らしている。
ブラン・サデルーナ
アイルの父である科学者。他の科学者と共に巨大人工頭脳テラハーキスを建造するが、自我を持ったことによりテラハーキスがギルバリスへと変化し、娘とギガファイナライザーを守るためにギャラクトロン軍団と相対し、落命する。
ジャキ星人アーロン
武術が得意なジャキ星人の情報屋で、宇宙人街「サイドスペース第9地区」にあるバー・MJガリレーを根城としている。
- 名前はジャッキー・チェンの映画作品での役名から取られている。アフレコ時は石丸博也を意識した演技を行っている。リクに関連するシーンがシリアスなストーリーが続くことから、少し遊べるところとして置かれたという。

### ゲストヒーロー
ウルトラマンオーブ
- オーブオリジン
- スペシウムゼペリオン
- バーンマイト
- ハリケーンスラッシュ
- サンダーブレスター
- ライトニングアタッカー
- エメリウムスラッガー
- オーブトリニティ
- オーブトリニティ（ゴモラアーマー）

ウルトラマンゼロ
- ウルティメイトゼロ
- ウルトラマンゼロ ビヨンド
- ストロングコロナゼロ
- ルナミラクルゼロ
- シャイニングウルトラマンゼロ

ウルトラマン
ウルトラセブン
ゾフィー
ウルトラマンタロウ
ウルトラの父
ウルトラの母
ウルティメイトフォースゼロ
- ミラーナイト
- グレンファイヤー
- ジャンボット
- ジャンナイン

無幻魔人 ジャグラス ジャグラー

### 登場怪獣・宇宙人（映画）
獅子聖獣 グクルシーサー
アイルと出会った太古の昔から、沖縄の森の奥で「赤き鋼」を守護する正義の怪獣。性格は穏やかで、沖縄の自然やそこに息づくあらゆる生命の守護を使命とする。普段は石像となっているが、愛琉の思いを受け、彼女の持つペンダントによって真の姿となる。爪・グクルチミーなどが武器で、必殺技はシーサースクラッチング、尻尾・ググルテールで放つテールホイッパー。
ギルバリスが差し向けるギャラクトロンMK2やギャラクトロン軍団を相手に奮戦し、シーサースクラッチングでギャラクトロンを一体撃破している。
- デザインは後藤正行が担当した。モチーフはシーサーで、沖縄の自然の中でも映えるように派手な彩色となった。『ウルトラマンギンガS』のシェパードンでは避けた可愛らしい雰囲気を盛り込むという直球のアプローチに挑戦している。人が入る都合から獣脚にはならない四つ足の怪獣であることから、実際にスーツになったことも考慮してデザインされた。四つ足と直立した二足歩行の両方成立できるよう考えられていたが、採用されず、次作『ウルトラマンR/B』のホロボロスで陽の目を見ることになる。
- 撮影用スーツは、従来の四足歩行怪獣では首を動かすことが難しかったが、獅子舞のような動きをさせたいという坂本の要望により、スーツアクターの動きに連動して首が動くギミックが取り入れられた。また、スーツアクターの体型を隠して動物のように見える技法も追求している。
- スーツは2021年制作『ウルトラマン-シンガポールの新たな力-』に登場する怪獣マーライガーに改造流用されている。

シーサー
『ウルトラギャラクシーファイト 大いなる陰謀』に登場。ギャラクシーレスキューフォースの一員として、イザナ女王（戦神）やアンドロメロスと共に組織へ派遣されたウルトラマンリブットとソラを迎える。
この時点では『ジード』のグクルシーサーとの関係は明言されていなかったが、後の『ギャラクシーレスキューフォース ボイスドラマ』で「シーサー」という名の同族であることが語られる。

巨大人工頭脳 ギルバリス
宇宙の恒久的平和を維持するために建造された巨大人工頭脳テラハーキスが自我に目覚めたことにより、機能拡張を行って自己進化し、全宇宙の知的生命体を削除すべきと判断した人工知能。宇宙の移動時には、本拠地の惑星をデータ化し、ギャラクトロン軍団を率いて知的生命体の住む星々を次々と破壊して知的生命体をデータ化し、ギガファイナライザーを求めて地球に侵攻する。その過程の中でウルトラマンの光線をも弾く強固な外皮装甲を作り上げるが、唯一の対抗手段であるギガファイナライザーを探している。
- 撮影用プロップは、ごちゃごちゃしたディテールをギャラクトロンの腹部にある赤いコアを中心に配している。

ラストジャッジメンター ギルバリス（完全態）
ギルバリスの本体とコアが敵対者と戦う際に自身の構成体を高次元増殖物質置換させることで戦闘用のボディーを構築した最終進化形態。身体の至るところに破壊光線を放つ無数の砲塔バリストレッタを備え、破砕電磁光弾バリスチオーネや破砕電磁光線バリスデストルツを放ち、防御障壁バリスルーチェを展開させる。必殺技は、両腕を巨大砲塔集合体バリスブラチアに変形させ、全身の砲塔から光弾やビームを一斉発射させるバリスダルティフィー。
圧倒的な戦闘能力でジード、オーブ、ゼロを圧倒するが、諦めない心で力を増していくジードの猛攻に劣勢となり、装甲が破損した隙にオーブとゼロによってボディを破壊される。その後コアの状態で逃亡を図るが、ジードのクレセントファイナルジードによって完全に破壊される。
- テレビシリーズでは、半獣人態としてキメラベロスが登場したことから、ラスボスは人間型のウルトラマンベリアルアトロシアスを登場させたため、本作品で人間型の敵を登場させると、『劇場版 ウルトラマンギンガS 決戦!ウルトラ10勇士!!』のエタルガーと類似することから、もっと大きな敵と戦うこととなった。
- デザインは野中剛が担当した。CGを使用せずウルトラマン3体に引けをとらないボリューム感という要望を受け、2種類の有名映画怪獣の要素を組み合わせている。さらにソフビで再現できる要素として甲羅ごと腕部を回転させた一斉射撃モードのギミックが付加された。
- 撮影用スーツは、ビクトルギエルの改造。
- 『太平風土記』のイラストは、助監督の越知靖が描いている。監督の坂本が「メカガメラ」と呼んでいたため、亀の化け物となっている。

『ウルトラマンZ』に登場するギルバリス
『ウルトラマンZ』第6話「帰ってきた男！」に登場。
デビルスプリンターの力で復活し、ケイ素をコアが吸収したことで体を形成し、再び知的生命体を排除するために行動を開始する。本作品ではバリスデストルツやバリスチオーネに加えて、周囲の機械を操る能力バリスドミナーレ、腕から発射する強力なビームバリスグランチストルツ、腕の砲からの一斉射撃バリスメテオーラを見せる。
惑星アインにてジードと激突し、ギガファイナライザーで攻撃される前にジードの変身を解除させ、ジードライザーを使用不能に追い込む。そして本作品の次元の地球へと進行し、戦闘訓練中のセブンガーとウインダムを追い込むが、駆けつけたジード ギャラクシーライジングの猛攻によってボディを破壊されコアの状態で退却する。その後、コアの修復を行うべく各地の向上からケイ素の単結晶を吸収し始め、ストレイジによる陽動で捕捉されると不完全な状態でボディを形成し、ジードおよびゼットと交戦。ウインダムによってミレニアム懸賞問題のプログラムを流し込まれて人工知能が混乱して全機能が低下した隙に、ジードのギャラクシーバーストとゼットのゼットランスファイヤーによってコアごと撃破される。
- スーツアクター：桑原義樹

シビルジャッジメンター ギャラクトロン

シビルジャッジメンター ギャラクトロンMK2
ギルバリスによってギャラクトロンが強化改造された怪獣。人間のものに酷似した両手足や後頭部に着脱式の戦斧ギャラクトロンベイルが装備されるなど近接戦闘に特化した改良進化型となっている。膝横や肩に装備されている魔法陣発生装置バリステル・ギュネレイターからギャラクトロン・バリエアーを展開し、身を守る。必殺技は手のマシンガンギャラクトロンゲベール。
ジャグラーを追って地球へ来襲し、初戦でジードを圧倒。その後「赤き鋼」を追って沖縄に出現し、ギルバリスが地球侵攻を始めると本格的に破壊活動を行う。そしてジード、オーブ、ゼロの3人を相手に立ち回り、オーブとゼロを退ける。最後は怒りに燃えるジードのレッキングバーストで撃破されながらもジードを変身解除に追い込む。
- デザインは初代と同じく野中が担当。ギャラクトロン自体が最強のロボット怪獣というイメージであったため、MK2は格闘戦に特化した対ウルトラマン用カスタムというイメージでまとめられた。MK2の名称はテレビアニメ『機動戦士Ζガンダム』のガンダムMk-IIにちなんでいる。
- 元のギャラクトロンに戻すことが決まっていたため、ギャラクトロンのスーツの分割された部分を考慮して新規造形のパーツに置換する方向となった。後頭部の刃は怪獣側がアイスラッガーをパクったという脳内設定が元となっている。

『ウルトラマンタイガ』に登場するギャラクトロンMK2
『ウルトラマンタイガ』第3話「星の復讐者」、第24話「私はピリカ」に登場。
元宇宙飛行士の九条レントの憎しみの感情から生み出された怪獣。レントの持つ光線銃から召喚される。
かつてレントと彼の妻の九条ナナの命を奪ったベンチャー企業・コズモテクニカ社長の今里に復讐しようと出現し、地球に人工衛星を多数ぶつけようと企むが、ナナの願いを受けたタイタスのレッキングバスターで倒される。
第24話では、霧崎がギャラクトロンリングを用いて召喚する。ウルトラマンタイガと戦闘中に地中に引きずり込まれ、ウーラーの餌となった。
- 第3話でビルに突っ込むシーンは、ワイヤーではなく移動車に乗せたスーツを急ブレーキの反動で飛ばしている。
- 第24話でウーラーに襲われるシーンは、サメ映画の定番演出を再現している。

『ウルトラマンデッカー』に登場するギャラクトロンMK2
『ウルトラマンデッカー』第19話「月面の戦士たち」に登場。
スフィアソルジャーの軍勢がTPU月面基地周囲にあったメカの残骸群の中にあった一体に取り憑いて起動した怪獣。スフィアによる外見的特徴はないものの、攻守共に多彩な能力を誇る。
- スーツアクター：梶川賢司

バリスレイダー
ギルバリスが使役するアンドロイド兵。武器はレイディングソードで、ギャラクトロンたちによる蹂躙を受けてなお生き残った地上の知的生命体を掃討する。

『ウルトラマンZ』に登場するバリスレイダー
『ウルトラマンZ』第7話「陛下のメダル」、第8話「神秘の力」に登場。
ギルバリスの破片からセレブロが生み出したロボット。武器はギルバリスの破片から作られたレイディングガンとレイディングソードで、転送装置レイディングキャプチャーも使用する。人間にも変身可能で、ストレイジ本部に潜入してリクを狙った。
- スーツアクター：永地悠斗（第7話）、石川真之介（第8話）

サイドスペース第9地区の宇宙人
- ガルメス人
- 鉄牛星人 ブルック
- 宇宙野人 ラワーン人
- ヒュプナス
- ナックル星人
- シャプレー星人
- ドーブル星人
- 剛力怪人 イダラーダ
- 植物宇宙人 ルフル
- 宇宙鬼 ゲマハ星人
- 魔界人 マグドム
- バド星人
- ケムール人
- レキューム人
- 侵略宇宙人 ノルヴァー星雲人
- クカラッチ星人

### キャスト（映画）
- 朝倉リク - 濱田龍臣
- 鳥羽ライハ - 山本千尋
- 愛崎モア - 長谷川眞優
- シャドー星人ゼナ - 岩田栄慶
- 伊賀栗レイト - 小澤雄太
- アイル・サデルーナ - 本仮屋ユイカ
- ブラン・サデルーナ - 宍戸開
- ジャキ星人アーロン - ジャッキーちゃん
- バーテンダー - 加瀬信行
- 女性キャスター - 川合千里
- 学者 - 岡田謙
- 祈る人々 - 横山克桂、宮里弘美、谷聖子
- 幼い頃のリク（回想） - 志水透哉
- 伏井出ケイ（回想） - 渡辺邦斗
- ジャグラス ジャグラー - 青柳尊哉
- クレナイ ガイ - 石黒英雄

#### 声の出演（映画）
- レム - 三森すずこ
- ペガッサ星人ペガ - 潘めぐみ
- シャドー星人ゼナ - 浅沼晋太郎
- ウルトラマンゼロ - 宮野真守
- ギルバリス - 小西克幸
- ウルトラの母 - 池田昌子
- ゾフィー - 田中秀幸
- ミラーナイト - 緑川光
- ジャンボット - 神谷浩史
- グレンファイヤー - 関智一
- ジャンナイン - 入野自由
- ナックル星人 - 岸哲生
- レキューム人 - 金子はりい
- ウルトラの父 - 西岡德馬

#### スーツアクター（映画）
- ウルトラマンジード - 岩田栄慶
- ウルトラマンゼロ - 岡部暁
- ウルトラマンオーブ - 石川真之介
- ペガッサ星人ペガ - 丸田聡美
- ギルバリス（完全態） - 桑原義樹
- ギャラクトロンMK2 - 梶川賢司
- グクルシーサー[219] - 横尾和則
- ジャグラス ジャグラー魔人態 - 力丸佳大
- ウルトラの母 - 安達仁美
- 永地悠斗
- 新井宏幸
- 高橋舜
- 大石将史
- 田中大登
- 三住敦洋
- 佐久間一禎
- 野口彰宏
- 大隅一哉
- 榎本遥菜

### スタッフ（映画）
- 監督 - 坂本浩一
- 脚本 - 根元歳三
- 脚本協力 - 安達寛高
- 監修 - 大岡新一
- チーフプロデューサー - 北浦嗣巳
- プロデューサー - 鶴田幸伸
- 撮影 - 新井毅
- 照明 - 武山弘道
- 録音 - 藤丸和徳
- 美術 - 木場太郎
- 編集 - 矢船陽介
- アクションコーディネート - 寺井大介
- キャスティング - 空閑由美子、島田和正
- VFX - 三輪智章
- 音楽 作・編曲- 川井憲次、小西貴雄（ウルトラマンオーブ 音楽 作・編曲）
- 制作支援 - 沖縄県
- 撮影協力 - OCVB OKINAWA
- 劇場版ウルトラマンジード製作委員会（円谷プロダクション、バンダイ、バンダイビジュアル、松竹、テレビ東京、電通）
- 配給 - 松竹メディア事業部

### 音楽（映画）
主題歌「絆∞Infinity」
作詞 - 森雪之丞 / 作曲 - 堀向彦輝 / 編曲 - 大島こうすけ / 歌 - May J.
- 制作にあたり作詞を担当した森はMay J.と対面し、スタッフが語るMay J.の持つ「自分の弱さを認める強さ」に共感し歌詞に反映させた。May J.もサビにファルセットを用いることで、リクが垣間見せる弱い面を表現し、最後の部分でウルトラマンの力強さを出している。

挿入歌「フュージョンライズ！」
作詞 - 金光大輔 / 作曲・編曲 - ハマサキユウジ / 歌 - ボイジャー
挿入歌「オーブの祈り」
作詞・作曲 - 高見沢俊彦 / 編曲 - 高見沢俊彦 with 本田優一郎 / 歌 - 水木一郎 with ボイジャー

## 撮影
坂本は劇場版の撮影に際し、ウルトラシリーズに理解度が高くロケにも協力的という理由から、沖縄を舞台と設定した。沖縄の土地柄を踏まえて現地の神話や伝説を絡めると、映画としても向上するのではと思ったという。エイサーを踊る人々や祈りを捧げる人々、怪獣から逃げる人々も地元の住民が演じている。首里城での撮影は、開館前に撮影され、開館後は観光客に追いつかれないように、急ぎながら撮影したという。
乙一による初期案では、リクが過去へ行き、自身が天文台に置かれるところに遭遇するという展開であったが、劇場版はテレビシリーズの要素は入れないとの決定により不採用となった。
沖縄ロケは、テレビシリーズ第23話と合同で1週間ほど行われ、最初の2日間で同話を撮影し、残りのスケジュールで本作品が撮影された。主に日中に撮影され、日が沈むと撮影終了、というロケであったという。第23話監督の武居正能によれば、沖縄ロケが実現しなかった時のために同話の沖縄に行かないパターンのプロットも用意されていたという。
ミニチュアも部屋の中からの内引きのセットは、沖縄で調達した小道具などを配置して沖縄らしさを出したという。
MJガリレーでのダンスをしながらの乱闘シーンは、小澤が動きを決めている。また、レイトのお尻をジャグラーが掴むというシーンは青柳のアドリブで、それ以後のシーンでは坂本の提案で青柳が自由に演じているという。
比嘉愛琉 / アイル・サデルーナ役として特撮作品に初出演する本仮屋ユイカによれば、坂本の実演を交えた優しい指導のもとでアクションを行なったほか、撮影現場はウルトラシリーズを詳しく教えてくれる濱田や『オーブ』からのキャストである青柳が中心で、和気あいあいとしていたそうである。
ブラン役の宍戸開は過去に『ウルトラマンマックス』にも出演しており、テレビシリーズで同じく『マックス』に出演していた長谷部瞳がレギュラーを務めていた縁から起用された。また、宍戸は同時期に坂本も参加した『宇宙戦隊キュウレンジャー』にも出演しており、撮影現場で話題になったという。アーロン役のジャッキーちゃんは、坂本の監督作品『破裏拳ポリマー』のイベントに出演した縁で起用された。
なお、ロケの最初2日間がオフとなった小澤は現地の人との食事で金城哲夫（ウルトラセブンのメインライター）の実家へそうとは知らずに入り、女将に同作品のことや自分の役柄（セブンの息子）を明かしたところ「あんたの家よ、ここ！」と言われたうえ、金城の書斎へ案内されて昔の台本や写真を見せてもらえたそうである。
完成作品では、撮影内容の約15分がカットされており、この未使用シーンはBlu-rayに映像特典として収録された。坂本は、不要なシーンは1つもなかったとしながらも、子供が飽きずに無理なく楽しめる上映時間とすることを優先したことを述べている。

## プロモーション
2018年2月21日には新宿ピカデリーにて完成披露上映会が開催され、キャストの濱田、本仮屋、石黒、青柳、監督の坂本らが登壇した。また、同年3月2日にも同劇場にて応援お披露目上映会が開催され、キャストの小澤と長谷川、監督の坂本らが登壇した。劇場公開初日の同年3月10日にも同劇場にて初日舞台挨拶が開催され、キャストの濱田、本仮屋、山本、長谷川、小澤、岩田、潘、監督の坂本らが登壇した。
2018年3月23日にはウルティメイトフォースゼロの声を務める声優陣からの応援コメントが公開された。

## タイアップ
同作品の公開を記念し、東京モノレールではタイアップ車両「ウルトラマン号」が2018年3月1日から同年3月31日まで運行されている。
公式ツイッターでもペガが投稿した設定のツイートが写真とともに投稿されている。

## 他媒体展開

### テレビシリーズ
『ウルトラファイトオーブ 親子の力、おかりします!』
本作品に先駆けて最終話に登場。ウルトラマンオーブ（エメリウムスラッガー）に倒されてベリアルを復活させようとしたレイバトスのもとにプリミティブ形態で突如現れ、レッキングバーストで完全に消滅させる。また同作品のテレビシリーズ第25話では、ベリアルの記憶としてほぼ同様の構図だが、ジードではなくベリアルがデスシウム光線でレイバトスを消滅させるシーンが登場する。
『ウルトラマンZ』
リクとペガが登場。
『ウルトラマン クロニクルD』
リクとペガ、モコが登場。
『ウルトラマン ニュージェネレーション スターズ』
2023年・2025年放送分にウルトラマンジードがゲスト出演。

### 漫画
『ANOTHER GENE』
2022年よりTSUBURAYA IMAGINATIONにて配信される本作品を元にした漫画。執筆はグリヒル。

### 動画配信
ペガの『ウルトラマンジード アクションファイル』
YouTube円谷チャンネルで配信の動画。劇中のアクションポーズのお手本をペガが紹介する。
| 話数   | サブタイトル                                 | 配信日        |
| ------ | -------------------------------------------- | ------------- |
| 第1回  | 「リクのフュージョンライズ」のポーズ         | 2017年 7月8日 |
| 第2回  | 「レッキングバースト」のポーズ               | 7月15日       |
| 第3回  | 「ストライクブースト」のポーズ               | 7月22日       |
| 第4回  | 「エメリウムブーストビーム」のポーズ         | 7月29日       |
| 第5回  | 「アトモスインパクト」のポーズ               | 8月5日        |
| 第6回  | 「ディフュージョンシャワー」のポーズ         | 8月12日       |
| 第7回  | 「コークスクリュージャミング」のポーズ       | 8月19日       |
| 第8回  | 「バルキーコーラス」のポーズ                 | 8月26日       |
| 第9回  | 「ワイドビヨンドショット」のポーズ           | 9月2日        |
| 第10回 | 「スマッシュムーンヒーリング」のポーズ       | 9月9日        |
| 第11回 | 「レイトのネオ・フュージョンライズ」のポーズ | 9月16日       |
| 第12回 | 「ビッグバスタウェイ」のポーズ               | 9月23日       |
| 第13回 | 「ペガのダークネス一本足打法」のポーズ       | 9月30日       |
| 第14回 | 「メガエレクトリックホーン」のポーズ         | 10月7日       |
| 第15回 | 「アレイジングジードバリア」のポーズ         | 10月14日      |
| 第16回 | 「クワトロスラッガー」のポーズ               | 10月21日      |
| 第17回 | 「ロイヤルエンド」のポーズ                   | 10月28日      |
| 第18回 | 「ストリウムフラッシャー」のポーズ           | 11月4日       |
| 第19回 | 「スペシウムフラッシャー」のポーズ           | 11月11日      |
| 第20回 | 「スラッガースパーク」のポーズ               | 11月18日      |
| 第21回 | 「バーチカルスパーク」のポーズ               | 11月25日      |
| 第22回 | 「87フラッシャー」のポーズ                   | 12月2日       |
| 第23回 | 「ドンシャイン」のポーズ                     | 12月9日       |
| 第24回 | 「ツインギガブレイク」のポーズ               | 12月16日      |
| 第25回 | ウルトラマンジード各タイプキメポーズ         | 12月23日      |
ペガの『ジーッとしないで、◯◯しようぜ！』
YouTubeウルトラチャンネルで配信の動画。ペガによる調べてみた動画。
| 話数  | サブタイトル                                                                                    | 配信日         |
| ----- | ----------------------------------------------------------------------------------------------- | -------------- |
| 第1回 | ウルトラヒーローの秘密、調べてみた！                                                            | 2017年 6月24日 |
| 第2回 | 「劇場版ウルトラマンオーブ Blu-ray & DVD」応援上映の秘密、調べてみた！                          | 8月17日        |
| 第3回 | 「ウルトラマン&ウルトラセブン Blu-ray BOX Standard Edition」HDリマスター2.0の秘密、調べてみた！ | 9月15日        |
| 第4回 | 「ウルトラマンジード Blu-ray BOX I」の秘密、調べてみた！                                        | 9月29日        |
| 第5回 | 「ウルトラマンタロウ Blu-ray BOX」HDリマスター2.0の秘密、調べてみた！                           | 11月16日       |

### 映像特典
『爆裂戦記ドンシャイン』
Blu-ray BOX Iに収録の約3分の映像特典。
- 第3話「危うしタカコ！ドンシャイン危機1秒前！」

### なりきりムービー
なりきりムービーシリーズは、『ゼロ』、『ギンガ』、『X』、『オーブ』に続くシリーズ第5弾で、子供が実際に映像に登場できるイベント限定映像作品。『ウルトラマンフェスティバル2017 なりきりムービー』のタイトルで、2017年7月開催の『ウルトラマンフェスティバル2017』にて発売された。第1話がベースになっている。
2018年1月開催の『ウルトラヒーローズEXPO2018 ニューイヤーフェスティバル IN 東京ドームシティ』でも『ウルトラヒーローズEXPO2018 ニューイヤーフェスティバル なりきりムービー』を発売。
登場キャラクター
『ウルトラマンフェスティバル2017』版
- ウルトラマンジード プリミティブ（お子様が変身）
- ペガッサ星人ペガ
- スカルゴモラ

『ウルトラヒーローズEXPO2018』版
- ウルトラマンジード ロイヤルメガマスター/プリミティブ（お子様が変身）
- ウルトラマンジード ソリッドバーニング/マグニフィセント/アクロスマッシャー
- ウルトラマンキング
- ウルトラマンベリアル アトロシアス/ウルトラマンベリアル/ウルトラマンベリアル アーリースタイル

## 映像ソフト化
リリース元はバンダイビジュアル。『オーブ』のBlu-ray映像特典として収録された未公開シーンが好評であったことを受け、第1話から第4話に未使用カットを追加し1本の作品としたディレクターズカット版が収録される。
| 巻数   | 発売日         | 収録エピソード  | 品番      |
| ------ | -------------- | --------------- | --------- |
| BOX I  | 2017年11月24日 | 第1話 - 第12話  | BCXS-1281 |
| BOX II | 2018年2月23日  | 第13話 - 第25話 | BCXS-1282 |